# Historique du parcours européen du Limoges Cercle Saint-Pierre
Cet article présente l'historique du parcours européen du Limoges Cercle Saint-Pierre. De 1981 à 2000, le CSP participe à de nombreuses coupes européennes sans discontinuer.

## Historique des campagnes européennes

### La conquête de l'Europe (1981-1993)

#### Le premier titre européen, la Coupe Korać (1981-1982)

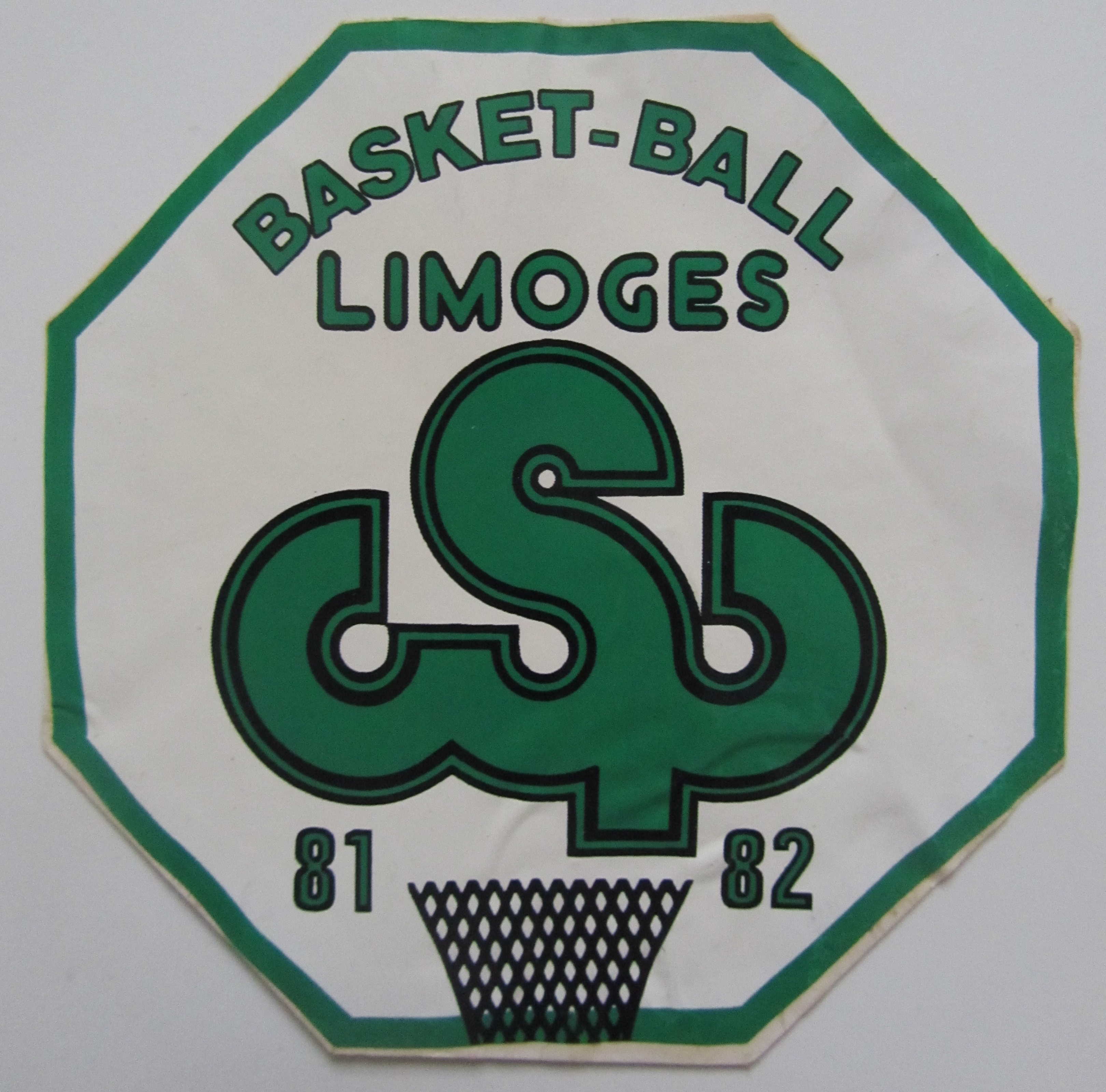
Le sigle du csp Limoges lors de la saison 1981-1982

C'est lors de la saison 1981-1982 que Limoges CSP dispute pour la première fois de son histoire, une compétition européenne sous la direction d’André Buffière grâce à sa cinquième place en play-offs de la saison 1980-1981. Le Limoges CSP joue donc la Coupe Korać. Pour son premier match européen, le Cercle Saint-Pierre affronte pour le match aller l'équipe luxembourgeoise de Dudelange. Les Verts ne ratent pas leurs premiers pas dans la compétition, en remportant le match sur le score de 92 à 83. L'ancien meilleur scoreur du championnat belge, Edward Murphy, marque plus de 33 points. Au match retour à Beaublanc, le Cercle écrase Dudelange sans forcer (108-56) et se qualifie pour les huitièmes de finale de la Coupe Korać. Pour ce huitième de finale inédit, Limoges doit faire face à l'Aris Salonique de Nikos Galis. Limoges ne rencontre guère de résistance et s'impose à Beaublanc (106-77). Limoges s'est mis considérablement à l'abri. Le match retour, les Grecs battent les Limougeauds (88-77) pour autant ce n'est pas suffisant pour rattraper le retard de 26 points infligé à Beaublanc. Le CSP continue son chemin et se qualifie donc pour la poule des quarts de finale dans laquelle le cSp est aux prises avec leSpartak Leningrad, CB Cotonificio Badalone et Carrera Basket Venise. Le Spartak Leningrad est le premier obstacle du Limoges CSP. L'équipe soviétique est impressionnante. En effet, cette équipe soviétique est composée d'internationaux de renom comme les deux pivots, Silentiev (2,15 m) et Aleksandr Karavaiev (2,10 m). L'arrivée de ces derniers est remarquée à Limoges. Ils font la une du Populaire du Centre, en soulevant le directeur d'Hôtel Francec, M. Rabec et par la même occasion, Amnesty International remet des lettres aux joueurs soviétiques pour la libération de Vladimir Osipov (écrivain soviétique). Le CSP, quant à lui, prépare l'évènement minutieusement. Limoges franchit le mur soviétique, à l'arraché selon le Populaire du Centre en gagnant de seulement 8 points (76-69). Les partenaires de Jean-Michel Sénégal mènent à la mi-temps (32-40). Limoges passe en défense individuelle et le CSP distance ses adversaires jusqu'à la fin du match grâce notamment à son fervent public. Les cerclistes perdent ensuite à Badalone (93-89) et enchaînent à la maison un match face à l'équipe de Venise, sans le moindre mal (105-101). Le CSP termine avec 2 victoires et 1 défaite lors de la phase aller de la poule des quarts de finale de la coupe Korać. La phase retour se solde tout d'abord par une victoire à Leningrad (89-106), puis à nouveau une victoire à domicile face à Badalone (101-90) et enfin Limoges perd à Venise (107-84). Limoges termine donc à la première place de la poule des quarts de finale avec 4 victoires et 2 défaites et se qualifie ainsi pour la demi-finale de la coupe Korać). Son adversaire pour cette demie se nomme Zadar. Le KK Zadar est l'un des très grands favoris de la compétition. La première manche se déroule à Zadar. Limoges n'arrive pas à trouver son basket-ball lors de cette demi-finale. Le Limoges CSP est mené à la mi-temps (52-39). L'écart ne cesse de gonfler en deuxième période allant jusqu'à +16 (86-70). Agacés par le jeu des Dalmates, les cerclistes rattrapent leur retard grâce aux tirs de Murphy (33 points) et à l'excellent travail défensif d'Apollo Faye. Les cerclistes s'inclinent 92 à 84. Les Verts attendent les Croates Branko Skroče et Popović. Le match retour s'annonce bouillant. Les Limousins battent les Croates de 21 points (99-78) dû notamment à Irvin Kiffin qui permet au CSP de prendre 9 points d'avance dès la 27e minute puis Murphy (36 points) se chargeant de peaufiner l'avance. C'est l'euphorie parmi les 7 000 supporters du Cercle Saint-Pierre. Limoges rentre dans la légende du basket-ball français en se qualifiant pour la finale de la Coupe Korać. Le Cercle rejoint ainsi la JA Vichy (1970) et l'ASPO Tours (1976) parmi les clubs français finalistes dans une compétition européenne. Le 18 mars 1982, à Padoue (Italie), au Palazzo San Lorenzo, le CSP Limoges a rendez-vous avec l'histoire et les supporters (1 200 font le déplacement) des Wagons Verts l'ont bien compris. Limoges affronte le KK Šibenka de Dražen Petrović. Le début du match est largement en faveur des Yougoslaves (jusqu'à +12, 32-44) cependant Limoges retrouve des ressources avec l'entrée de Kiffin qui ramène les siens à -3 (46-49) à la mi-temps. Finalement, Limoges recolle au score et avec le trio Murphy-Kiffin-Faye, Limoges ne cède pas et remporte la finale sur le score de 90 à 84. La coupe est remise par Borislav Stanković dans les mains du perdant de la finale de la Coupe des coupes des Champions avec l'Aspo Tours en 1976, Jean-Michel Sénégal. C'est la fête à Limoges à la suite de la victoire historique du Cercle Saint-Pierre. Des milliers de gens sont dans les rues. Dans la soirée, la réception des joueurs à l'aéroport se passe devant des milliers de supporters. Le lendemain, plus de 6 000 personnes accueillent à la Gare de Limoges-Bénédictins les supporters qui n'avaient pas hésité à passer 38 heures dans le train. C'est la fête à la place de la République en fin d'après midi. Limoges offre non seulement au basket-ball mais aux sports collectifs leur première coupe européenne.

#### Le doublé européen, la Coupe Korać (1982-1983)

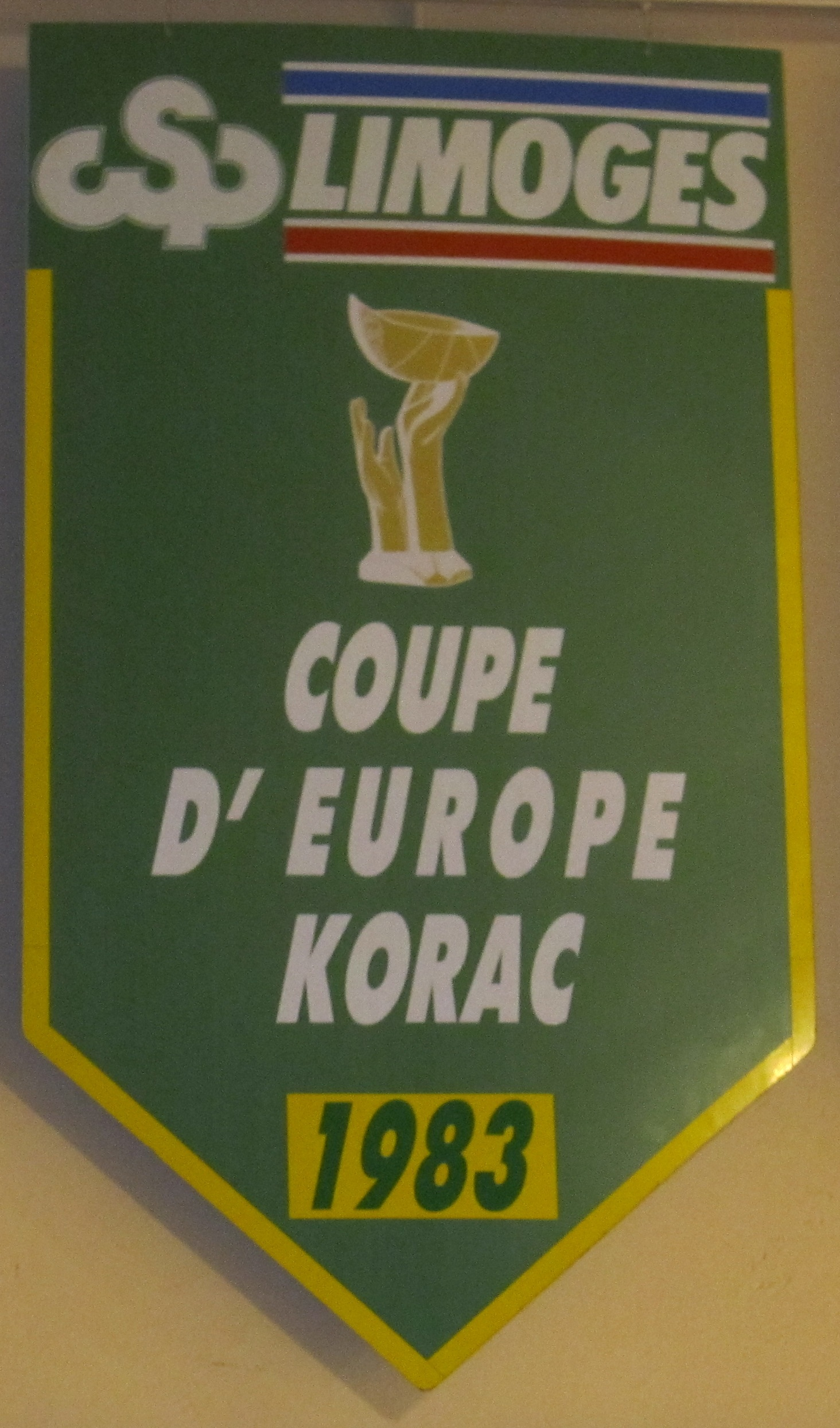
La bannière de la Coupe Korać de 1983 remporté par le Limoges CSP.

De nouveau Limoges rejoue la coupe Korać lors de la saison 1982-1983. Le club veut faire le doublé. La poule des quarts de finale de Limoges est assez relevée avec les équipes suivantes : Étoile rouge de Belgrade, NHGK Ostrava et Banco di Roma. Limoges entame son premier match de la phase aller à Beaublanc face à l'Etoile Rouge de Belgrade. Après un match ultra-serré, les Limousins remportent le match sur le score de 80 à 78. Puis Limoges ne se démobilise pas en déplacement, chez les Tchèques de Ostrava, en remportant le match (76-89). La phase aller se termine encore par une victoire à Beaublanc face aux Italiens de Banco di Roma (87-80). Le CSP est premier de sa poule; pour autant la phase retour sera compliquée à gérer pour les hommes d'André Buffière. Le premier match retour est face aux Yougoslaves de l'Étoile rouge de Belgrade. Le match se solde par une défaite (93-83). À Beaublanc, Limoges assure une nouvelle victoire contre Ostrava (90-82). Tout se joue face à la redoutable équipe italienne de Rome qui elle aussi veut participer aux demi-finales de la compétition. Limoges parvient à crucifier Rome dans les derniers instants de la rencontre malgré la pression des tifosis (lancers de projectiles et broncas permanentes) grâce à Glenn Mosley (25 points) mais surtout aux deux lancers-francs d'Apollo Faye (alors qu'il n'avait pas réussi à faire un 2/2 aux lancers-francs depuis le début de la saison, les Italiens auront eu tort) qui permettent la victoire (74-73). C'est le délire dans la petite colonie limougeaude, escortée par les policiers italiens. Limoges termine premier de sa poule. Les Verts du CSP affrontent logiquement le Dinamo Moscou en demi-finale. Le match aller en Russie est un échec. Limoges a un retard de 7 points à combler à la suite de cette défaite (93-86). Limoges a les moyens de rattraper son retard. En effet, au retour, Limoges réussit à vaincre les Soviétiques de plus de 13 points (92-79) et se qualifie pour la finale à Berlin. C'est encore une grande joie pour les supporters du Limoges CSP. Un nouveau train vert est affrété par la SNCF dans lequel plus de 1 500 Limougeauds embarquent selon Maxi-Basket afin de voir leurs favoris à Berlin (ouest). C'est encore face au KK Šibenka que le CSP doit disputer le titre. Dražen Petrović veut cette finale aux airs de revanche. Edward Murphy et les siens la veulent aussi. Limoges, à la mi-temps, est au coude à coude avec les Yougoslaves (38-39). Et puis Limoges a mis toute la puissance et s'impose sur le score final de 94 à 86. Murphy accomplit un récital en marquant 46 points, prenant 8 rebonds et distribuant 6 caviars. À la suite de cette finale, Jean-Michel Sénégal dit dans Maxi-Basket (avril 1983): «En battant Banco Roma, leader du championnat d'Italie, Sibenik en finale et le Real Madrid, l'an passé, au tournoi de Coubertin, nous avons prouvé que nous étions désormais devenus une équipe de top niveau européen […] Finis les complexes, Limoges a montré la voie.». Dans la soirée du mardi au mercredi, plus de 3 000 Limougeauds entassés dans le hall de l'aéroport se préparent à acclamer Buffière et ses hommes. Plus tard c'est au tour du train des supporters du CSP d'être acclamé par les joueurs et toute la ville de Limoges dans la gare des Bénédictins. Ce doublé est historique pour le basket-ball français et le Cercle Saint-Pierre.

#### La découverte du haut-niveau européen, la Coupe d'Europe des Clubs Champions (1983-1984)
À la suite de son titre de champion de France 1983, Limoges va disputer pour la première fois à la Coupe d'Europe des clubs champions. Limoges doit tout d'abord passer par les 16e de finale, où le CSP rencontre le Dinamo Bucarest. Limoges gagne les deux matchs (aller: Dinamo Bucarest 83-97 Limoges CSP, retour : Limoges CSP 79-65 Dinamo Bucarest. Puis c'est au tour de Nashua Den Bosh en 8e de finale de goûter à la cuvée 1983-1984 du CSP Limoges. Limoges perd le match aller en Hollande (70-69) et s'impose finalement au retour (98-79) et donc rejoint le tour final de la compétition. La réputation du tour final n'est pas usurpée. Les équipes qui sont présentes dans ce tour final face au CSP, sont: Virtus Banco Di Roma, Maccabi Tel-Aviv, FC Barcelone, KK Bosna Sarajevo et AP Jolly Colombani Cantu. Limoges ne gagne qu'un match sur dix, face au KK Bosna Sarajevo, lors de la 9e journée du tour final, à Beaublanc (107-88). Le CSP est bon dernier du tour final. Cette première expérience est mauvaise pour le CSP.

#### Un échec, la Coupe d'Europe des Clubs Champions (1984-1985)
La saison suivante, Limoges revient dans la même compétition. Le club compte bien faire mieux que lors de la précédente campagne. Limoges doit tout d'abord s'imposer face aux Anglais de Solent Stars Southampton. Limoges ne craint pas trop face à son adversaire anglais. Le premier match a lieu en Angleterre. Limoges gagne sans trop forcer, sur le score de 101 à 114. À Beaublanc, les Anglais ne font pas long feux dans la salle des verts (111-97). Il ne reste plus que le 8e de finale avant une éventuelle qualification dans le tour final de la Coupe d'Europe des clubs champions mais encore faut-il au CSP franchir l'obstacle soviétique, le CSKA Moscou. L'équipe de l'Armée rouge fait figure de favori avec notamment la présence des deux géants internationaux soviétiques, Vladimir Tkatchenko et Viktor Pankrashin. Les Soviétiques ne feront qu'une bouchée des verts (aller: CSKA Moscou 101-93 Limoges CSP, retour : Limoges CSP 69-81). Une nouvelle désillusion pour les dirigeants et supporters du CSP Limoges.

#### Une nouvelle désillusion, la Coupe d'Europe des Clubs Champions (1985-1986)
En 1985-1986, Limoges participe encore à la Coupe d'Europe des clubs champions. Dans un premier temps, Limoges doit écarter le Sunair BC Ostende en 16e de finale. Le premier match est une victoire Limougeaude, à Beaublanc (87-78). L'ultime match est une défaite de trois points (93-90) mais le différentiel entre les deux matchs voit le CSP qualifié. En 8e de finale, c'est avec l'Aris Salonique que Limoges doit croiser le fer. Le match aller est en Grèce, à Salonique. L'Aris a les meilleurs internationaux grecs au sein de son effectif comme Yannakis ou encore Galis. Limoges y perd sur le score de 89 à 81. Au retour, le match doit avoir lieu au Palais des Expositions car Beaublanc est alors occupé par un concert. Plus de 8 000 Limougeauds seront présents à l'intérieur du Palais des Expositions. Limoges assure lors de la première mi-temps en menant sur le score de 57 à 53 grâce au talent du collectif limougeaud. Les Grecs ne reviennent pas au score pendant la seconde mi-temps. Les cerclistes s'offrent une nouvelle victoire (105-87) sous les vivas des 8 000 supporters et vont au tour final de la Coupe d'Europe. La poule finale de la compétition est à nouveau composée du gratin européen: Real Madrid, Žalgiris Kaunas, Maccabi Tel-Aviv, P Olimpia Simac Milan et KK Cibona Zagreb. Limoges ne gagne qu'un match sur la phase aller-retour. C'est contre le Maccabi Tel-Aviv que Limoges s'offre une victoire (88-85) à Beaublanc, sous la protection de plusieurs centaines de policiers afin d'éviter tous types d'actions terroristes dans la salle (des fouilles au corps à l'entrée de Beaublanc de chaque spectateur). Le bilan de la poule finale est de 1 victoire et 9 défaites. Une petite malédiction s'est installée en Coupe d'Europe des clubs champions.

#### Le renouveau européen, la Coupe Korać (1986-1987)
La troisième place en championnat de France du Limoges CSP lors de la saison 1985-1986 qualifie le Cercle Saint-Pierre pour la Coupe Korać. Limoges se retrouve dans la poule de quart de finale de la Coupe Korać. Son groupe est composé du Spartak Leningrad, du KK Šibenka et de l'Arexons Cantù. Le premier match du CSP de la phase aller, Limoges affronte le Spartak Leningrad le 3 décembre 1986, à Beaublanc. Il y a cinq ans, presque jour pour jour, le Limoges C.S.P. entamait victorieusement sa première poule de quart de finale en Coupe Korać (1981), devant ce même Leningrad. Mais la différence fondamentale entre le CSP de 1981-1982 et celui de 1986-1987, dont beaucoup d'observateurs pensent qu'il peut-être une fameuse cuvée, est que le premier n'avait pas d'histoire et que le second doit être digne de celle dont il a hérité. Cette équipe de 1986-1987 gagne le match face au Spartak Leningrad (104-75) grâce notamment au trio Thompson (37 points)-Dacoury (23 points)-Kea (24 points). Puis c'est au tour d'une veille connaissance du Limoges CSP, le KK Šibenka de passer à l'abattoir. Limoges remporte le match en Yougoslavie sur le score de 104 à 108 au cours duquel eut lieu une bagarre générale où Gregor Beugnot en est ressorti le visage ensanglanté. La phase aller se termine par une victoire du Limoges CSP face à Cantu (98-83) devant plus de 7000 Limougeauds à Beaublanc et le joueur Clarence Kea marque 24 points. Au début de la phase retour, Limoges est premier de sa poule. La phase retour débute avec un déplacement chez les russes de Leningrad. Il fait alors −35 °C à Leningrad. Les cerclistes s'imposent en URSS (71-84). Quelques jours plus tard, c'est Šibenik qui tombe dans le piège limougeaud (111-92). En toute décontraction, Limoges est assurée de jouer la demi-finale de la coupe Korać et va lâcher le match retour face à Cantu (97-88). La demi-finale met aux prises le CSP avec les Espagnols du CAI Saragosse. Le match aller en Espagne, est une maîtrise totale du Limoges CSP qui vire en tête à la fin du match (83-74 à la 39e) et s'impose 76-85 grâce à Paul Thompson (33 points). L'un des dirigeants du CSP, Jean-Claude Biojout, déclare à la fin du match au journaliste de l'Équipe, Jean-Luc Thomas : « On a maintenant 75 % de chance d'aller en finale. Ça n'a pas été facile avec la blessure de Clarence Kea, les quatre fautes de Dacoury, mais on a fait un match très combatif et si l'on a gagné, c'est bien parce que ce soir, l'équipe a été bonne. ». Dorénavant, Limoges compte 9 points d'avance avant de recevoir les Espagnols à Beaublanc. Limoges veut participer à sa troisième finale. Devant plus de 7000 supporters, Limoges peine et mène 42-38 à la mi-temps. Finalement, Limoges conclut le match par une estocade de Thompson sous les acclamations du public sur le score de 104 à 91. Stéphane Ostrowski est l'homme de la soirée en marquant 30 points. Richard Dacoury et les siens connaissent alors leur adversaire en finale, il s'agit du FC Barcelone. L'entraîneur de Limoges, Michel Gomez dit, à la suite de cette demi-finale à propos de son futur adversaire, dans le journal l'Équipe : «Une des toutes meilleures équipes en Europe, c'est évident. On a depuis quinze jours la cassette de Barcelone-Antibes. Wallace Bryant, c'est quelque chose, mais Barcelone c'est beaucoup plus que des individualités. C'est un groupe énorme. Tenez, on les a croisés à l'aéroport de Split, dernièrement, ils sont impressionnants, c'est vrai [….] ce sera plus une guerre psychologique qu'une guerre de terrain.». Limoges va d'abord à Barcelone. C'est une grosse désillusion pour le C.S.P, Limoges n'est pas dans son assiette. Les verts s'inclinent 106 à 85 au Palau Blaugrana où 6000 Barcelonais sont présents. Au retour, Limoges n'arrive pas à vaincre l'équipe catalane et s'incline encore une fois sur le score de 86 à 97.

#### La vague verte, la Coupe des Vainqueurs de Coupe (1987-1988)
Limoges ressort d'une saison (1986-1987) frustrante en perdant en finale du championnat de France face à Orthez et en finale de la coupe Korać face au FC Barcelone. À la suite de ces échecs, Limoges participe à la Coupe des Vainqueurs de Coupe. Les verts doivent dans un premier temps battre les Finlandais de Uusikaupunki en 8e de finale. Sans le moindre problème Limoges bat les Finlandais tout d'abord en Finlande (aller: 123-94). Michel Gomez déclare alors : « Le score reflète parfaitement le débat. Le niveau des finlandais équivaut chez nous à la nationale 1B. ». Puis au retour, le CSP ne gagne que de 4 points (108-104) à cause des nombreux pépins physiques au sein de l'effectif (Beugnot, Guinot, Hribersek sont blessés et Dacoury, Kea sont diminués). Limoges accède donc à la poule des quarts de finale. On y trouve les équipes suivantes : Ream Polycell Kingston, TSV Bayer Leverkusen et le Basket Club IMT Belgrade. La phase aller débute par un déplacement dans la salle de Kingston, dénommé «Tolworth» où à l'époque son terrain possédait une grande variété de lignes de délimitation ainsi qu'un parquet recouvert de céramique vitrifié. Cette surprise pour les joueurs limougeauds n'empêche pas la victoire difficile chez les Anglais de Kingston (106-108). Ensuite, Limoges reçoit les allemands de Leverkusen et remporte le match avec difficulté (93-86). Enfin, Limoges l’emporte à Beaublanc face aux Yougoslaves de l'IMT Belgrade (114-103). Lors de la phase retour, l’équipe gagne ses trois derniers matches (1-retour, Beaublanc: Limoges CSP 122-109 Kingston; 2-retour, à Leverkusen: Leverkusen: 92-111 Limoges CSP, 3-retour, à Belgrade: IMT Belgrade 93-102 Limoges CSP.). Le Cercle Saint-Pierre finit premier de sa poule sans aucune défaite (6 victoires et aucune défaite). Le nouvel adversaire des Limougeauds en demi-finale est le Scavolni Pesaro, l'un des prétendants au titre. Le premier acte a lieu à Beaublanc. L'entraîneur italien de Pesaro, Valerio Blanchini, déclare avant le coup d'envoi : « Nous ne sommes pas venus à Limoges seulement pour limiter les dégâts. ». Pour autant, devant plus de 6 000 supporters, Limoges n'a pas de mal à écarter les Italiens après avoir mené de plus de 25 points puis termine sur un +16 (102-86). À la suite de ce match, Valerio Bianchini ne vient pas à la conférence de presse tandis que Gomez déclare à propos de ses décisions qui ont perturbé les transalpins : « On changeait sans cesse notre système, zone, boîte, double boîte, ils ne savaient plus où ils en étaient. ». Le CSP est bien décidé de refaire le même coup de l'autre côté des Alpes ; cependant le club italien peut compter sur la salle de Pesaro, « l'inferno bianco-rosso » (Hangar, de son vrai nom), en Italie. Dans la soirée avant le match, les supporters italiens offrent un concert de klaxons autour de l'hôtel où étaient rassemblés les Limougeauds. La pression est sur les cerclistes. L'équipe est tétanisée par l'ambiance ; seul Kea apparaît souriant, et se moquant des tifosis lors de l'échauffement. Clarence Kea ne tremble pas d'ailleurs lors de cette fameuse rencontre malgré les jets de projectiles durant la partie. Limoges ne perd que seulement de 2 points (93-91) et c'est la fête parmi les 100 supporters limougeauds présents. Limoges est en finale à Grenoble face à Badalone, vainqueur de Leverkusen. C'est l'occasion pour le CSP d'organiser un nouveau train vert : plus de 6 000 Limougeauds ont fait le déplacement en train et en voiture, tandis que les Catalans ont amené plus de 1 000 supporters. La salle est remplie de vert. Le match commence bien pour Limoges qui compte 16 points d'avance (43-27) avant que les Catalans ne reviennent à la mi-temps (43-43). La deuxième période est serrée (59-59 à la 28e minute). Les Catalans comptent jusqu'à 7 points d'avance mais le CSP parvient à revenir (80-80) et même à mener de 2 points dans les derniers instants (86-84) mais Johnson permet aux Catalans d'arracher la prolongation (86-86). Limoges finalement l’emporte et soulève le trophée (96-89). C'est l'euphorie, les milliers de supporters du CSP envahissent le terrain. Le lendemain, c'est une grande fête qui attend les joueurs à Limoges. Ainsi, Limoges est le premier club français à remporter une Coupe des Vainqueurs de Coupe.

#### Trop court, la Coupe d'Europe des Clubs Champions (1988-1989)
À la suite du fabuleux triplé de la saison 1987-1988, Limoges renoue avec le gratin européen en participant à nouveau à la Coupe d'Europe des clubs champions lors de la saison 1988-1989. Les verts n'ont pas le moindre mal pour écarter les Yougoslaves de TJ Zbrojovka en 8e de finale (aller: TJ Zbrojovka 87-111 Limoges CSP; retour : Limoges CSP 129-54 TJ Zbrojovka). Logiquement, Limoges accède au tour final. La poule du Limoges CSP se compose des équipes suivantes : KK Jugoplastika Split, Maccabi Tel Aviv, VL Scavolini, Nashua Lasers, Aris Salonique et le CSKA Moscou. Limoges ne remporte qu'un match lors de la phase aller (Limoges CSP 107-70 Nashua Lasers). La phase retour, Limoges remporte 5 matchs cependant le CSP n'arrive pas à obtenir un billet pour le final four (6 victoires et 8 défaites).

#### Le premier Final-Four, la Coupe d'Europe des Clubs Champions (1989-1990)
Fort de ses trois succès sur la scène européenne et de ses deux titres consécutifs en championnat de France (1988 et 1989), le club se tourne logiquement vers un nouvel objectif, le final-four de la coupe d'Europe des clubs champions. Pour cela, le Cercle Saint-Pierre élimine tout d'abord, Pully Basket en 8e de finale (aller: Pully Basket 95-115 Limoges CSP; retour : Limoges CSP 127-102 Pully Basket) et se qualifie pour le tour final. Cette fois-ci, les verts ont réussi leur pari en se qualifiant pour le final-four pour la première fois de leur histoire grâce notamment à des victoires face au Maccabi Tel Aviv (phase aller: Maccabi Tel Aviv 78-88 Limoges CSP) ou encore contre la grande équipe du moment, tenante du titre, Split (phase retour : Jugoplastika Split 100-93 Limoges CSP). Le final-four a lieu à Saragosse. Le CSP doit affronter tout d'abord en demi-finale, cette même équipe de Split. Malheureusement, Limoges s'incline assez lourdement (101-83) face au double tenant du titre, le club croate du Jugoplastika Split de Dino Rađa et Toni Kukoč sous la direction de Božidar Maljković. Finalement, Limoges termine troisième du final-four en battant les Grecs de l'Aris Salonique (103-91).

#### Le temps du changement, Coupe d'Europe des Clubs Champions (1990-1991)
Après cet échec, Michel Gomez ayant rejoint le grand rival Pau-Orthez, le CSP Limoges, désormais entraîné par Aleksandr Gomelsky. L'ambition du club reste de remporter une fois pour toutes la Coupe d'Europe des Clubs Champions. Tout commence par une qualification au tour final en éliminant sans trop de problèmes les Bulgares du CSKA Sofia (8e de finale, aller: CSKA Sofia 90-105 Limoges CSP ; retour : Limoges CSP 119-99 CSKA Sofia). Après quoi, Limoges n'arrive pas à accéder au final-four en ne gagnant que 3 matchs sur 14 lors du tour final. Richard Dacoury pense un moment arrêter sa carrière, renonçant au rêve de remporter la plus prestigieuse des coupes européennes.

#### Les prémices d'un titre européen, Coupe d'Europe des Vainqueurs de Coupe (1991-1992)
À la suite de leur troisième place lors de la saison 1990-1991, le Cercle Saint-Pierre dispute la Coupe d'Europe des vainqueurs de coupe (déjà remporté par le CSP en 1988). Au premier tour préliminaire, Limoges écrase les Luxembourgeois de Ettelbruck (aller: Etzella Ettelbruck 68-123 Limoges CSP; retour : Limoges CSP 119-72 Etzella Ettelbruck), puis au deuxième tour, c'est l'équipe de Kotkan qui se fait éliminer par le Cercle Saint-Pierre (match aller: Kotkan 86-110 CSP Limoges; match retour : CSP Limoges 98-74 Kotkan). Ainsi, Limoges accède au troisième tour préliminaire (poule). Limoges arrive à enchaîner des victoires lors de la phase aller cependant lors de la deuxième partie, Limoges s'effondre et finit avec 6 victoires et 4 défaites. Les nombreux changements d'entraîneurs ont sûrement pesé sur l'équilibre du Limoges CSP. Toutefois le 2 janvier 1992, un nouvel entraîneur rejoint le CSP Limoges. Le Serbe Božidar Maljković, double champion d'Europe avec le Jugoplastika Split en 1989 et 1990, arrive en provenance du FC Barcelone avec lequel il a perdu la finale de la coupe des champions en 1991. Richard Dacoury dit de lui :« J’ai cru profondément en lui et il apporta une discipline nouvelle et une nouvelle façon de travailler. Bien sûr, il était impossible de penser que ça puisse payer aussi vite. ». Avec cet entraîneur de renom, Limoges compte accéder à un palier plus important au niveau européen.

#### Au sommet de l'Europe, Championnat d'Europe des Clubs Champions (1992-1993)

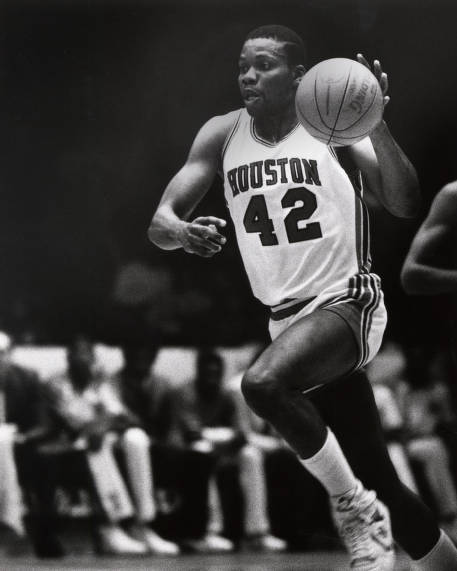
Michael Young avec le maillot des Houston Cougars, l'un des grands artisans du final-four de 1993, à Athènes.

À la suite de l'arrivée de Maljkovic, les résultats sont spectaculaires lors de la saison 1992-1993 dans la compétition phare au niveau européen. Dans sa poule, Limoges réussit quelques exploits en battant notamment Badalone en Espagne (62-78), en allant chercher une victoire à Pesaro (61-76) ou encore face l'un des favoris de la compétition, le Paok Salonique mené par son redoutable intérieur, Cliff Levingston (60-58). Le CSP se qualifie pour les quarts de finale de la compétition reine en terminant à la deuxième place de sa poule (7 victoires et 5 défaites). En quart, les jaune et grenat du CSP sont opposés à l'Olympiakos de Zarko Paspalj. Limoges perd la première manche en Grèce, dans les derniers instants (70-67). Mais le Cercle Saint-Pierre va rectifier le tir en s'imposant à domicile lors de la deuxième manche (59-53). Ils ont droit alors à une dernière manche qui propulsera l'une des deux équipes au final-four d'Athènes. Les deux équipes s'affrontent dans une inédite demi-finale à Beaublanc. Plus de 8 000 à 9 000 limougeauds ont envahi la salle pour cette dernière confrontation, c'est un record. Limoges arrache la victoire sur le fil grâce à un tir à deux points de Jurij Zdovc (60-58). Le CSP Limoges retrouve le Final Four se déroulant à Athènes. Les trois autres équipes sont le Real Madrid, plus grand palmarès en Europe avec à cette époque sept titres de champion d'Europe et qui possède dans son effectif Arvydas Sabonis, le PAOK Salonique et le Benetton Trévise de l'ancien joueur du Jugoplastika Split Toni Kukoč. Malgré son statut de « petit poucet » de la compétition, le CSP réussit l'authentique exploit de dominer le Real Madrid sur le score de 62 à 52 en demi-finale. Le CSP Limoges fait plier la formation espagnole en pratiquant un jeu de très bonne qualité en première période puis en faisant preuve de courage et d’audace après le repos en s’appuyant sur sa remarquable défense, la meilleure d’Europe pour certains observateurs. L'ailier américain Michael Young, impressionnant d'adresse à 3 points, est le meilleur marqueur du match avec 20 points. Mais c'est le 15 avril 1993 que le CSP Limoges fait son entrée dans l'histoire du sport français en battant en finale de la compétition la formation italienne du Benetton Trévise. Au terme d'un match très éprouvant pour les nerfs des supporters des deux équipes, le CSP Limoges finit par vaincre son adversaire sur le score de 59 à 55. Pourtant largement dominés en début de match, les Limougeauds avec l'aide du public grec réussissent à surmonter leur début de match inquiétant (4 fautes en 12 minutes pour Dacoury, 22 points marqués seulement en première mi-temps) grâce à une grande performance de leur intérieur Jim Bilba. Cette année-là, le club réussit le doublé (championnat, Ligue des champions), devenant par la même occasion le quatrième club européen à avoir remporté les trois coupes européennes : Coupe des champions, Coupe Korać et Coupe des coupes. À ce moment-là, seuls trois autres clubs en Europe ont réussi cette prouesse : Madrid, Milan et Cantù. Pour ses résultats exceptionnels de l'année 1993, le club obtient le Prix Emmanuel Rodocanacchi de Meilleure équipe sportive française pour l'année écoulée par l'Académie des sports.

### Le retour sur terre (1993-2000)

#### Un Limoges aux deux visages, Coupe d'Europe des Clubs Champions (1993-1994)
Après le titre de 1993, Limoges remet en jeu son trophée dans la compétition reine du vieux continent. En novembre 1993, pour le premier match de poule, les Limougeauds manquent de peu, l'exploit, à Barcelone, en contraignant les Catalans à une prolongation avant de céder (76-86). Le compteur des victoires s'ouvre face à Leverkusen (71-54), puis contre les Guildford Kings (80-73). Par la suite, le tenant du titre détient une victoire de référence face au Real Madrid (83-67) grâce à l'adresse monstrueuse à trois points de Frédéric Forte et Danny Young (8/14 au total). Toutefois, l'année 1993, se solde par une défaite à Beaublanc face à une veille connaissance, la Benetton Trévise (87-89). L'année 1994 commence également mal pour les cerclistes qui s'inclinent face à la modeste formation belge, le RC Malines (73-64). Limoges est alors en situation de ballotage dans sa poule avec 3 victoires et 3 défaites. Ce CSP version 1993-1994 n'a pas dit son dernier mot. L'Olympiakos fait les frais de la révolte limougeaude dans le Stade de la Paix et de l'Amitié. En effet, la bande de Richard Dacoury retrouve son niveau de la saison passée et se permet le luxe d'écarter les Grecs de 8 points (59-67), sous la houlette Danny Young (5/8 à trois points). La semaine suivante, Barcelone repart de Beaublanc avec une défaite (88-82). Le retour de Michael Young à son niveau, aide considérablement le Cercle Saint-Pierre. Limoges fait donc une bonne performance en terminant la phase aller, avec 5 victoires et 3 défaites et tient alors une qualification pour les quarts de finale de la compétition. Depuis le début de 1994, nous avons retrouvé une grosse confiance en nous, en notre jeu, en nos coéquipiers. Cela nous autorise à plier par moments, mais à ne pas rompre. Notre jeu est perfectible, mais il a montré des signes de renouveau... commente ainsi Dacoury sur ce regain de forme. Pourtant, le début de la phase retour renvoie le CSP à la réalité. En effet, le 2 février 1994, le Real Madrid inflige une défaite monstrueuse au CSP Limoges sur le score inimaginable de 81 à 36. L'entraîneur de Limoges, Božidar Maljković n'a pas apprécié l'attitude de son équipe: On peut perdre un match, mais pas de cette façon. Nous avons joué sans volonté, sans âme. Certains ont trop vite baissé les bras. Pour le meneur de Limoges, Frédéric Forte, c'est un Limoges aux deux visages. Cette défaite n'abat pas pour autant les jaune et grenat. Les cerclistes l'emportent face à Trévise (61-65) permettant au Limoges CSP de rester en course pour les quarts de finale. Il ne reste plus qu'à battre Malines de plus de 9 points. Le champion belge cède face à la défense de fer du champion d'Europe sur le score de 90 à 53 qui se qualifie pour les quarts de finale. Le dernier match de poule est anecdotique face à l'Olympiakos, en gagnant à domicile (67-59). Finalement, Limoges termine troisième de la poule A avec 8 victoires et 4 défaites. Pour le quart de finale, c'est contre le Panathinaïkos que Limoges devra aller chercher son billet pour le Final-Four de Tel-Aviv. Limoges dispose sans trop de problème du Panathinaïkos lors de la première manche, à Beaublanc (68-75). Michael Young a fait parler la poudrière avec 28 points dont 20 en seconde période. Le plus dur reste à faire en essayant de s'imposer dans la salle bouillante du Panathinaïkos, Glyfada, au match retour. Limoges perd tous ses moyens et s'incline en Grèce sur le score de 48 à 59. La pression est du côté limougeaud. Malheureusement, le Panathinaïkos emmené par Myrioúnis et Galis n'a pas besoin de sortir le grand jeu pour vaincre le CSP Limoges. L'écart monte jusqu'à 26 points (62-36). Au final, Limoges perd 73 à 87. Les joueurs limougeauds devront se contenter du championnat de France et de la Coupe Robert Busnel tandis que le Panathinaïkos prend le chemin de son premier Final-Four.

#### La rédemption d'un géant, Coupe d'Europe des Clubs Champions (1994-1995)
Le Limoges CSP accède à la Coupe d'Europe des clubs champions en battant les Tchèques de Brno. Limoges se retrouve dans le groupe B. Ce groupe en coupe d'Europe est tout simplement impressionnant. On y retrouve Badalone, Barcelone, Bologne, Zagreb, Istanbul et Leverkusen. Quand j'ai vu la composition de la poule, j'ai cru à une blague... pense alors Richard Dacoury au moment de l'annonce de la composition du groupe B. Ce groupe s'annonce donc terrifiant. Le Cercle Saint-Pierre est bousculé d'emblée par le Cibona Zagreb (76-69). Il faut attendre le deuxième match de la phase aller pour que Limoges sorte le grand jeu en surprenant, à Beaublanc, les italiens de Bologne (68-60). À Barcelone, Limoges concède une nouvelle défaite (81-84). Suivent des victoires à domicile contre Istanbul (76-57) et l'Olympiakos invaincu avant ce match (66-59). La phase aller se conclut avec une défaite contre l'avant-dernier du groupe, Leverkusen (69-74). Le CSP ne trouve pas encore la bonne alchimie à l'extérieur. Lors de la phase retour, le problème persiste, une victoire à Limoges contre Zagreb (81-63) puis une défaite à Bologne (74-59). Le CSP est pourtant constant à domicile en battant les Barcelonais (69-57). La qualification se joue lors du déplacement à Istanbul. Les dirigeants et l'entraîneur ont posé un ultimatum à Michael Young en lui annonçant la possibilité qu'il soit coupé pour le reste de la saison. Cette annonce va avoir une répercussion sur toute l'équipe. À Istanbul, les Limougeauds battent les Turcs (69-64). Une semaine après, au Pirée, l'Olympiakos ne résiste pas à la déferlante jaune (76-73). C'est la sixième fois en trois ans que Limoges bat les Grecs. Enfin, les deux derniers matchs à domicile contre Badalone (76-67) et Leverkusen (63-47) ne sont que des formalités. Pour la première fois, un club français termine premier dans une poule du championnat d'Europe. En quart de finale, Limoges joue Pesaro. Une première défaite en Italie (55-68) n'arrange pas les affaires du club limousin. Cependant, Limoges a l'avantage du terrain. Depuis décembre 1993, Limoges est invaincu à domicile. Le Scavolni Pesaro perd le match retour (79-66) en n'ayant jamais mené une seule fois du match. La marque de fabrique du CSP est de retour avec la défense Maljkovienne à toute épreuve. Les joueurs de Pesaro ont laissé beaucoup de force au match retour. La belle à Beaublanc vient sonner le glas des italiens (82-72) qui ont pourtant vaillamment lutté dans la fournaise limousine. Ainsi Dacoury et les siens emmènent le CSP une troisième fois au Final-Four. Pour Dacoury, cette performance s'explique : Il y a une sorte de force en nous, une flamme qui s'extériorise lors des grands matchs.. Le Final-Four de Saragosse est l'occasion pour les jaunes du CSP de retrouver le Real Madrid. La demi-finale est d'une forte intensité. Les madrilènes de l'entraîneur yougoslave Željko Obradović appliquent la méthode de Limoges en imposant d'entrée de jeu une défense qui menotte l'artificier du CSP, Michael Young. À la mi-temps, Limoges est mené 27 à 19. Finalement, le CSP Limoges s'incline 62 à 49. Arvydas Sabonis a littéralement dominé le match avec ses 21 points. Reste encore, le match pour la troisième place dans lequel Limoges affronte le Panathinaïkos. Limoges essuie une défaite (91-77) et sort ainsi par la petite porte du Final-Four.

#### Une instabilité chronique, Coupe Saporta (1995-1996)
Relégué dans une compétition mineure, Limoges peut se permettre d'être l'un des favoris de la Coupe Saporta. Désormais, à la suite du départ de Božidar Maljković, le CSP est entraîné par l'Israélien, Zvi Sherf. Au premier tour de la Coupe Saporta n'a pas trop de difficultés pour éliminer les Portugais de Porto, en deux manches (aller: 95-52; retour : 77-72). Puis, au deuxième tour, les cerclistes affrontent le Dynamo Kiev. L'affaire est envoyée en deux matchs (aller: 97-64; retour 74-71). Le CSP Limoges se qualifie ainsi pour la poule des quarts de finale. Dans la poule A de Limoges, on y trouve les Taugres de Vitoria, Kaunas, Partizan Belgrade, Bnei Herzliya, Ostende. Tout commence pour le mieux avec une victoire à domicile contre les Israéliens de Bnei Herzliya (82-60). Pourtant, Limoges pêche à l'extérieur où lors de la deuxième journée, Vitoria bat difficilement les Limougeauds sur le score de 79-73. Cette défaite n'empêche pas les jaune et grenat de remporter un match à l'arraché contre le Partizan de Belgrade (78-75). Les Limougeauds ne remportent toujours pas de match à l'extérieur. Kaunas se fait plaisir en battant Limoges (76-74) dans sa vieille salle, le Kauno sporto halė. Par la suite, lors de la 5e journée, Limoges dispose à Beaublanc des Belges de Ostende, le dernier de la poule A (84-64). Entre-temps, Zvi Sherf est remercié par le club payant de par sa mauvaise communication avec les joueurs. C'est un ancien du Limoges CSP qui prend sa place sur le banc: Jean-Michel Sénégal. Les dirigeants espèrent qu'un électrochoc va se déclencher et enfin permettre au CSP de retrouver un collectif soudé. Limoges tient enfin sa première victoire à l'extérieur face à Herzliya (83-91). Cependant, le mal est installé, le Cercle Saint-Pierre ne retrouve pas son style qui faisait de lui une équipe redoutable. De la 7e journée à la 9e, le constat est toujours le même, Limoges excelle toujours à domicile (deux victoires; 7e journée: Limoges 88-68 Vitoria, 9e journée: Limoges 82-68 Kaunas) et n'arrive pas à remporter un match contre des équipes de son rang (1 défaite; 8e journée: Partizan Belgrade 103-90 Limoges). La qualification pour les demi-finales est encore possible lors de la dernière journée de la poule A si les Limougeauds gagnent à l'extérieur contre Ostende, éliminé depuis longtemps et très diminués par les blessures de quatre joueurs majeurs. Autant dire que les cerclistes n'auront pas beaucoup à faire contre les Belges. Pourtant, l'incroyable se produit. Ostende avec 5 joueurs en moins crée la sensation en battant le CSP (76-75). Le Cercle Saint-Pierre aura bien bataillé à l'image de Larry Middleton (39 points, 11/17 à trois points). Toutefois, Limoges n'a mené qu'au début du match (6-5). Limoges sort par la petite porte de la compétition ratant de peu une qualification pour une coupe déjà bien connue par le club pour l'avoir remportée en 1988.

#### Entre rachat et amertume, Euroligue (1996-1997)
À la suite de l'échec en Coupe Saporta lors de la saison précédente, le CSP Limoges version 1996-1997 est en quête d'un rachat auprès de ses supporters. Engagé dans la compétition majeure en Europe, Limoges, dans la poule A, lors du tour préliminaire, est accompagné de l'Olimpia Milan, le CSKA Moscou, le Maccabi Tel-Aviv, Ülker Istanbul et les Grecs du Panionios BC. Tout commence très mal pour les cerclistes qui enchaînent trois défaites consécutives lors de la phase aller (CSP Limoges 62-69 Maccabi Tel-Aviv ; CSP Limoges 74-85 Adecco Milan ; Panionios BC 92-77 CSP Limoges). Il faut attendre la quatrième journée pour que le CSP se ressaisisse, à domicile contre les Turcs de l'Ülker Istanbul (84-80). Bogdan Tanjević, l'entraîneur limougeaud doit composer avec des joueurs de fort caractère, comme Yann Bonato qui déclare : "Je ne doute jamais. Ni de moi, ni de mes partenaires". Mais certains systèmes offensifs, qui semblent toujours destinés à privilégier le joueur ne font pas l'unanimité. Frédéric Forte par exemple, qui déclare, indigné: "Quand on a un pivot qui domine comme Weis, il faut s'appuyer sur lui". Malheureusement, une nouvelle défaite contre le CSKA Moscou (74-65) clôt la phase aller avec un bilan de 4 défaites pour 1 victoire seulement. Tanjevic, surnommé "le professeur", est lassé par la situation : son travail est mis à mal par la désertion de Rolando Blackman, les blessures de Chris Smith et Vern Fleming mais aussi faute à des Américains n'ayant pas les compétences requises pour évoluer à ce niveau : Rick Doyle et Spencer Dunkley. Malgré tout, Limoges remporte trois victoires sur les cinq matchs de la phase retour (Maccabi Tel-Aviv 69-77 CSP Limoges, Adecco Milan 79-66 CSP Limoges,CSP Limoges 78-75 Panionios BC, Ülker Istanbul 99-91 CSP Limoges, CSP Limoges 83-66 CSKA Moscou). Limoges termine donc cinquième de la Poule A avec 4 victoires et 6 défaites. À l'intersaison, le Bosniaque Nenad Marković (réputé pour sa qualité de tireur) et l'arrière américain Trevor Ruffin aux improvisations offensives déconcertantes, viennent renforcer le CSP. De bon augure avant d'entamer le Tour qualificatif de l'Euroligue. Engagé dans la poule F, le CSP est opposé à la Fortitudo Bologne, au KK Cibona Zagreb, à l'Estudiantes Madrid, à l'Ülker Istanbul et au Panionios BC. Habitué des grands rendez-vous, Limoges se qualifie pour les phases finales de l'Euroligue via la quatrième et dernière place qualificative (8 victoires et 8 défaites) et est opposé à une veille connaissance en huitième de finale, le Panathinaïkos. L'équipe grecque bat le CSP (68-67) lors du match aller, marqué par une panne électrique dans l'Olympic Indoor Hall, alors que Limoges menait dans les derniers instants du matchs. Le match retour, à Beaublanc, est lui aussi remporté par les Grecs (55-70), laissant un goût amer au CSP lors de cette campagne européenne.

#### Une dure réalité, Euroligue (1997-1998)
Encore une fois, les cerclistes jouent l’Euroligue. Michel Gomez revient sur le banc de Limoges après une expérience intense en Grèce. Au tour préliminaire, Limoges retrouve dans la poule A le Maccabi Tel-Aviv, l'Olympiakos, le CSKA Moscou, le Real Madrid et les Turcs d'Efes Pilsen Istanbul. Le 18 septembre 1997, Limoges se rend dans l’antre du Maccabi Tel-Aviv pour la première journée. Le voyage se solde par une cinglante défaite (78-62). Suivent deux nouvelles défaites entre le 25 septembre et le 2 octobre face à Efes Pilsen Istanbul (62-77) et l'Olympiakos BC (69-57). La première victoire est obtenue à domicile, le 9 octobre, face au CSKA Moscou (70-66). Ce réveil restera sans lendemain, Limoges concluant la phase aller par une nouvelle défaite, à Madrid (71-85). Durant de la phase retour, Limoges n'obtient que deux nouvelles victoires lors des 6e (78-77 face au Maccabi Tel-Aviv) et 8e (66-60 face à l’Olympiakos BC) journées. Les cerclistes terminent à la dernière place de la poule A. À Noël, Michel Gomez paye ses mauvais résultats et est limogé par les dirigeants. Son équipe n'est plus que l'ombre d'elle-même, désunie. Jacques Monclar, l'ancien entraîneur de l’Élan Béarnais, prend la place de Gomez et Jerome Allen remplace le décevant Chris Smith. Pourtant, les maux du CSP Limoges vont continuer lors de la deuxième phase (Tour qualificatif, Poule F). Les jaune et grenat finissent la deuxième phase avec un bilan de 3 victoires à domicile obtenues face à la Benetton Trévise (1re journée, 69-68), à l’Estudiantes Madrid (3e journée 83-72) et au PAOK Salonique (5e journée 77-75) pour autant de défaites à l’extérieur : 85-76 à Salonique (2e journée), 96-70 à Trévise (4e journée) et 68-62 à Madrid (6e journée). Hélas, le réveil escompté, arrive très tardivement et le CSP est éliminé terminant à la sixième place de la poule F.

#### Un bref passage, Coupe Saporta (1998-1999)
C'est en Coupe Saporta que Limoges joue au niveau européen lors de la saison 1998-1999. Dans la poule F, du tour préliminaire, le CSP devra batailler contre les Grecs de l'Aris Salonique, les Belges de Watco Antwerp, les allemands de Herzogtel Trier, les suédois de Plannja Basket Lulea et enfin les bosniaques du CBC Siroki Brijeg. Dès le départ, Limoges fait bonne figure en remportant à domicile, ses deux premiers matchs (CSP Limoges 82-60 Herzogtel Trier ; CSP Limoges 61-58 Plannja Basket Lulea). Les cerclistes iront même gagner dans la salle bouillante de l'Aris Salonique (55-57). La première défaite survient lors de la quatrième journée, en Belgique face à Antwerp (79-76). Lors de la dernière journée de la phase aller, Limoges assure une victoire à Beaublanc face au Siroki Brijeg (86-60). Avec 4 victoires et 1 défaite, le CSP est pratiquement sûr d'être qualifié pour les 1/8e de finale de la Coupe Saporta. La phase retour sera un peu plus compliquée. Limoges cède une victoire importante à Trier (71-68) puis ira chercher sept jours plus tard une victoire en Suède (72-83). La 8e journée est importante pour le CSP de Jerome Allen. En effet, les cerclistes reçoivent l'Aris Salonique, alors leader de la poule F. Les grecs sont trop forts et arrachent un succès à Beaublanc (73-79). L'erreur sera vite rectifiée en pulvérisant Watco Antwerp (66-48). Le tour préliminaire se conclut par une victoire chez les bosniaques de Brijeg (55-59). Ainsi le Cercle Saint-Pierre termine à la deuxième place avec 7 victoires et 3 défaites, juste derrière l'Aris Salonique. En huitième, le CSP affronte l'équipe belge du Spirou Charleroi. Au match aller, Limoges s'impose d'un point en Belgique (60-61). Toutefois les belges n'ont pas dit leur dernier mot. Au retour, les carolos pourtant diminués par les blessures créent l'exploit en s'imposant à Beaublanc sur le score de 69 à 79. Limoges n'aura fait qu'un bref passage en Coupe Saporta.

#### L'Épopée de Limoges, Coupe Korać (1999-2000)

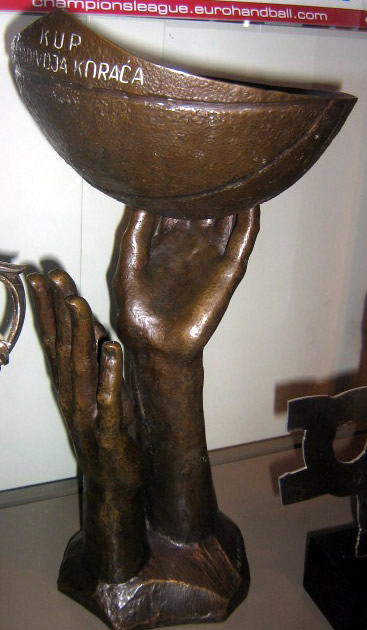
Le trophée Radivoj Korać

La dernière saison de Limoges en Coupe Korać relève d'une épopée unique dans le sport collectif français. À l'été 1999, la poule du CSP (I) du tour préliminaire est connue. Watco Antwerp, Jabones Pardo Fuenlabrada, Ovarense Aerosoles Ovar sont les autres équipes. Limoges entame la compétition à l'extérieur le 6 octobre 1999. Les portugais d'Ovarense ne font pas le poids et perdent sur le score de 66 à 80. Après ce bon résultat, c'est au tour du Watco Antwerp, et le 13 octobre 1999, Limoges s'impose 81 à 75 dans un Beaublanc très clairsemé. Pour bien conclure sa phase aller, les Limougeauds doivent s'imposer en Espagne, à Fuenlabrada. Limoges s'extirpe du piège tendu par les locaux en ramenant la victoire par 63-73. À mi-parcours, le bilan est de 3 victoires pour aucune défaite. Rassurés, les cerclistes n'ont pas le moindre mal à battre l'équipe d'Ovarense (93-84) sur le parquet de Beaublanc le 3 novembre 1999. Toutefois, une semaine plus tard, Watco Antwerp trouble cette tranquillité en battant Limoges dans leur salle sur le score de 59 à 56. Les joueurs sont avertis, la Coupe Korać est imprévisible. Les cerclistes se rattraperont lors de la dernière journée de la poule I en ne laissant pas le moindre répit à son adversaire d'un soir, le Jabones Pardo Fuenlabrada (90-77). Limoges termine premier de son groupe avec 5 victoires, 1 défaite et se qualifie ainsi pour les 16e de finale. En décembre, Carl Thomas n'est plus limougeaud et un meneur américain nommé Marcus Brown débarque. Ce changement se verra bénéfique pour la suite de l'aventure. En 16e, les jaune et grenat se déplacent chez les russes de Unics Kazan. Malgré l'hiver rugueux de Russie, les Limougeauds décrochent une victoire importante (64-86). À l'occasion de ce match, Marcus Brown montre l'étendue de son arsenal offensif avec 22 points dont 4 sur 6 à trois-points. Au match retour, le CSP écrase Kazan sur le score de 93 à 69. Après ce beau combat, Limoges doit affronter en 8e de finale le CSKA Kiev (le 12 janvier 2000). Deux jours avant le match, le CSP est confronté à un autre problème : la Justice. Didier Rose est mis en examen comme les autres acteurs majeurs du club. L'avenir du CSP est incertain. Dans ce contexte, les cerclistes écrasent le CSKA Kiev (86-73) dans un Beaublanc en état de choc. Marcus Brown fait trembler à nouveau les filets avec 27 points à 75 % de réussite aux tirs et redonne un peu d'espoir à ses supporters. Une semaine plus tard, en Ukraine, Limoges accède aux quarts de finale en battant Kiev sur le score de 100 à 71. Le quart de finale oppose Limoges aux Turcs de Ankara. Le match aller a lieu à Limoges. Le public de Beaublanc est venu nombreux (6000 supporters). La situation en interne est toujours aussi tendue. Yann Bonato et ses coéquipiers ne baissent pas les bras et battent les Turcs (71-57). Au match retour, les supporters turcs accueillent le CSP dans une ambiance tonitruante. Une des banderoles accrochée dans la salle Atatürk annonce la couleur : "Bienvenue en enfer". Menés pendant tout le match, Stéphane Dumas et ses coéquipiers réussissent à contenir l'écart. Finalement, le match se termine sur un 75 à 67 pour Ankara. Avec 14 points d'avance lors du match aller, le CSP se qualifie pour la demi-finale contre Girona, l'ancien club de Duško Ivanović. À Girona, le CSP obtient un match nul (77-77). Au retour, la défense de fer de Limoges, combinée aux exploits de Yann Bonato et Marcus Brown, permet au CSP de vaincre les Catalans (69-57). Limoges est en finale. L'ultime étape se joue contre l'Unicaja Málaga dirigée par l'ex-entraîneur limougeaud, Božidar Maljković. Le match aller se passe dans un Beaublanc au bord de l'apoplexie. Marcus Brown sort un match exceptionnel en marquant 31 points, tout en limitant la star adverse Veljko Mršić. À la fin du match, Malaga prend une valise de 22 points (80-58) mais tout reste encore à faire pour le CSP. Pour le match retour, le club affrète un avion et des bus pour les 300 supporters du CSP Limoges. À Malaga, les andalous préparent la revanche. Avant le match, le club de Málaga distribue des tee-shirts et des panneaux où l'on peut lire : "22+1". Pendant une mi-temps, les locaux croient à l'exploit. Toutefois en deuxième mi-temps, les cerclistes sonnent la riposte et reviennent même à 4 points. Le score de la finale se termine sur un 60 à 51, faveur des andalous. Peu importe, Limoges peut fêter sa troisième Coupe Korać de son Histoire.

## Les chiffres du Limoges CSP en Europe
- 19 campagnes européennes consécutives, de Dudelange (Luxembourg) le 7 octobre 1981 à Malaga (Espagne) le 29 mars 2000 : 272 rencontres (156 victoires, 114 défaites, 2 nuls).
- Cinq titres européens, Champion d'Europe en 1993, Coupe des Coupes en 1988, Coupes Korac en 1982, 1983, 2000.
- 11 participations en Coupe d'Europe : 173 matchs, 86 victoires, 86 défaites, 1 nul, 14 071 points marqués, 13 882 encaissés, 3 Final Four (1990, 1993, 1995),  victoire en 1993.
- 4 participations en Coupe d'Europe des Vainqueurs de Coupe : 51 matchs, 35 victoires, 16 défaites, 0 nul, 4 473 points marqués, 3 983 encaissés, 1 finale (1988), 1 victoire (1988).
- 4 participations en Coupe Korać : 48 matchs, 35 victoires, 12 défaites, 1 nul, 4 198 points marqués, 3 824 encaissés, 4 finales (1982, 1983, 1987, 2000), 3 victoires (1982, 1983, 2000).
- 24 nations rencontrées, 70 clubs différents.
- Le Limoges CSP face aux grands d'Europe : 2 victoires et 6 défaites face au Real Madrid, 4 victoires et 10 défaites face au FC Barcelone, 6 victoires et 7 défaites face à l'Aris Salonique, 7 victoires et 2 défaites face à l'Olympiakos Le Pirée, 7 victoires et 9 défaites face au Maccabi Tel Aviv, 7 victoires et 4 défaites face au Scavolini Pesaro.

## Résultats saison par saison

### Coupe Korać, saison 1981-1982

#### Tour préliminaire
- match aller, le 07/10/1981: T71 Dudelange 83-92 CSP Limoges[66]
- match retour, le 15/10/1981: CSP Limoges 108-56 T71 Dudelange

#### 1/8ede finale
- match aller, le 04/11/1981: CSP Limoges 106-77 Aris Salonique
- match retour, le 11/11/1981: Aris Salonique 86-77 CSP Limoges

#### Poule des quarts de finale
- 1re journée, phase aller, le 10/12/1981: CSP Limoges 76-69 Spartak Leningrad
- 2e journée, phase aller, le 17/12/1981: CB Cotofinicio Badalone 93-89 CSP Limoges
- 3e journée, phase aller, le 13/01/1982: CSP Limoges 105-101 Carrera Basket Venise
- 4e journée, phase retour, le 20/01/1982: Spartak Leningrad 89-106 CSP Limoges
- 5e journée, phase retour, le 27/01/1982: CSP Limoges 101-90 CB Cotofinicio Badalone
- 6e journée, phase retour, le 03/02/1982: Carrera Basket Venise 107-84 CSP Limoges

Classement final:
|    | Équipe                | J | V | D | Pp  | Pc  | Diff      |
| -- | --------------------- | - | - | - | --- | --- | --------- |
| 1. | CSP Limoges           | 6 | 4 | 2 | 561 | 549 | +12 (+7)  |
| 2. | Joventut Badalona     | 6 | 4 | 2 | 791 | 554 | +237 (-7) |
| 3. | Carrera Basket Venise | 6 | 3 | 3 | 587 | 563 | +24       |
| 4. | T71 Dudelange         | 6 | 1 | 5 | 498 | 559 | -61       |

#### 1/2 finale
- match aller, le 18/02/1982: KK Zadar 92-84 CSP Limoges
- match retour, le 24/02/1982: CSP Limoges 99-78 KK Zadar

#### Finale
- Finale, à Padoue, le 18/03/1982: CSP Limoges 90-84 KK Šibenka

### Coupe Korać, saison 1982-1983

#### Poule des quarts de finale
- 1re journée, phase aller, le 07/12/1982: CSP Limoges 80-78 Étoile Rouge de Belgrade[67]
- 2e journée, phase aller, le 15/12/1982: NHKG Ostrava 76-89 CSP Limoges
- 3e journée, phase aller, le 12/01/1983: CSP Limoges 87-80 Virtus Banco di Roma
- 4e journée, phase retour, le 19/01/1983: Étoile Rouge de Belgrade 93-83 CSP Limoges
- 5e journée, phase retour, le 26/01/1983: CSP Limoges 90-82 NHKG Ostrava
- 6e journée, phase retour, le 02/02/1983: Virtus Banco di Roma 73-74 CSP Limoges

Classement final:
|    | Équipe                   | J | V | D | Pp  | Pc  | Diff |
| -- | ------------------------ | - | - | - | --- | --- | ---- |
| 1. | CSP Limoges              | 6 | 5 | 1 | 503 | 482 | +21  |
| 2. | Virtus Banco di Roma     | 6 | 4 | 2 | 519 | 472 | +47  |
| 3. | Étoile Rouge de Belgrade | 6 | 3 | 3 | 528 | 509 | +19  |
| 4. | BKNH Ostrava             | 6 | 0 | 6 | 445 | 532 | -87  |

#### 1/2 finale
- match aller, le 15/02/1983: Dinamo Moscou 93-86 CSP Limoges
- match retour, le 23/02/1983: CSP Limoges 92-79 Dinamo Moscou

#### Finale
- Finale, à Berlin, le 08/03/1983: CSP Limoges 94-86 KK Šibenka

### Coupe d'Europe des Clubs Champions, saison 1983-1984

#### 1/16ede finale
- match aller, le 29/09/1983: Dinamo Bucarest 83-97 CSP Limoges[68]
- match retour, le 06/10/1983: CSP Limoges 79-65 Dinamo Bucarest

#### 1/8ede finale
- match aller, le 27/10/1983: Nashua Den Bosh 70-69 CSP Limoges
- match retour, le 03/11/1983: CSP Limoges 98-79 Nashua Den Bosh

#### Tour final
- 1re journée, phase aller, le 08/12/1983: CSP Limoges 74-76 Virtus Banco Di Roma
- 2e journée, phase aller, le 15/12/1983: Maccabi Tel-Aviv 95-104 CSP Limoges
- 3e journée, phase aller, le 11/01/1984: CSP Limoges 80-98 FC Barcelone
- 4e journée, phase aller, le 19/01/1984: KK Bosna Sarajevo 104-96 CSP Limoges
- 5e journée, phase aller, le 25/01/1984: CSP Limoges 108-118 AP Jolly Colombani Cantu
- 6e journée, phase retour, le 02/02/1984: Virtus Banco Di Roma 81-76 CSP Limoges
- 7e journée, phase retour, le 16/02/1984: CSP Limoges 105-111 Maccabi Tel-Aviv
- 8e journée, phase retour, le 23/02/1984: FC Barcelone 113-94 CSP Limoges
- 9e journée, phase retour, le 01/03/1984: CSP Limoges 107-88 KK Sarajevo
- 10e journée, phase retour, le 08/03/1984: AP Jolly Colombani Cantu 95-93 CSP Limoges

Classement final du Tour final
|    | Équipe               | J  | V | D | Pp  | Pc  | Diff |
| -- | -------------------- | -- | - | - | --- | --- | ---- |
| 1. | FC Barcelone         | 10 | 7 | 3 | 910 | 825 | +85  |
| 2. | Banco di Roma Virtus | 10 | 7 | 3 | 785 | 752 | +33  |
| 3. | Pallacanestro Cantù  | 10 | 6 | 4 | 865 | 826 | +39  |
| 4. | KK Bosna Sarajevo    | 10 | 5 | 5 | 843 | 928 | -85  |
| 5. | Maccabi Tel-Aviv     | 10 | 3 | 7 | 872 | 902 | -30  |
| 6. | CSP Limoges          | 10 | 2 | 8 | 937 | 979 | -42  |

### Coupe d'Europe des Clubs Champions, saison 1984-1985

#### 1/16ede finale
- match aller, le 04/10/1984: Solent Stars Southampton 101-114 CSP Limoges[69]
- match retour, le 11/10/1984: CSP Limoges 111-97 Solent Stars Southampton

#### 1/8ede finale
- match aller, le 01/11/1984: CSKA Moscou 101-93 CSP Limoges
- match retour, le 07/11/1984: CSP Limoges 69-81 CSKA Moscou

### Coupe d'Europe des Clubs Champions, saison 1985-1986

#### 1/16ede finale
- match aller, le 19/09/1985: CSP Limoges 87-78 Sunair BC Ostende[70]
- match retour, le 26/09/1985: Sunair BC Ostende 93-90 CSP Limoges

#### 1/8ede finale
- match aller, le 31/10/1985: Aris Salonique 89-81 CSP Limoges
- match retour, 07/11/1985: CSP Limoges 105-87 Aris Salonique

#### Tour final
- 1re journée, phase aller, le 05/12/1985: Real Madrid 101-84 CSP Limoges
- 2e journée, phase aller, le 12/12/1985: CSP Limoges 104-116 Zalguiris Kaunas
- 3e journée, phase aller, le 09/01/1986: CSP Limoges 88-85 Maccabi Tel-Aviv
- 4e journée, phase aller, le 16/01/1986: P Olimpia Simac Milan 83-77 CSP Limoges
- 5e journée, phase aller, le 22/01/1986: KK Cibona Zagreb 116-100 CSP Limoges
- 6e journée, phase retour, le 30/01/1986: CSP Limoges 79-92 Real Madrid
- 7e journée, phase retour, le 20/02/1986: Zalguiris Kaunas 112-100 CSP Limoges
- 8e journée, phase retour, le 27/02/1986: Maccabi Tel-Aviv 115-96 CSP Limoges
- 9e journée, phase retour, le 06/03/1986: CSP Limoges 81-87 P Olimpia Simac Milan
- 10e journée, phase retour, le 12/03/1986: CSP Limoges 95-106 KK Cibona Zagreb

Classement final du Tour final
|    | Équipe           | J  | V | D | Pp  | Pc   | Diff |
| -- | ---------------- | -- | - | - | --- | ---- | ---- |
| 1. | Cibona Zagreb    | 10 | 7 | 3 | 977 | 933  | +44  |
| 2. | Zalgiris Kaunas  | 10 | 7 | 3 | 931 | 915  | +16  |
| 3. | Olimpia Milano   | 10 | 6 | 4 | 881 | 837  | +44  |
| 4. | Real Madrid      | 10 | 5 | 5 | 944 | 906  | +38  |
| 5. | Maccabi Tel-Aviv | 10 | 4 | 6 | 907 | 946  | -39  |
| 6. | CSP Limoges      | 10 | 1 | 9 | 910 | 1013 | -103 |

### Coupe Korać, saison 1986-1987

#### Poule des quarts de finale
- 1re journée, phase aller, le 03/12/1986: CSP Limoges 104-75 Spartak Leningrad[71]
- 2e journée, phase aller, le 09/12/1986: KK Šibenka 104-108 CSP Limoges
- 3e journée, phase aller, le 06/01/1987: CSP Limoges 98-83 Arexons Cantu
- 4e journée, phase retour, le 13/01/1987: Spartak Leningrad 71-84 CSP Limoges
- 5e journée, phase retour, le 20/01/1987: CSP Limoges 111-92 KK Šibenka
- 6e journée, phase retour, le 27/01/1987: Arexons Cantu 97-88 CSP Limoges

Classement final:
|    | Équipe            | J | V | D | Pp  | Pc  | Diff |
| -- | ----------------- | - | - | - | --- | --- | ---- |
| 1. | CSP Limoges       | 6 | 5 | 1 | 593 | 522 | +71  |
| 2. | Arexons Cantu     | 6 | 4 | 2 | 548 | 516 | +32  |
| 3. | Spartak Leningrad | 6 | 3 | 3 | 489 | 500 | -2   |
| 4. | KK Šibenka        | 6 | 0 | 6 | 511 | 601 | -90  |

#### 1/2 finale
- match aller, le 18/02/1987: CAI Saragosse 76-85 CSP Limoges
- match retour, le 25/02/1987: CSP Limoges 104-91 CAI Saragosse

#### Finale
- match aller, le 18/03/1987: FC Barcelone 106-85 CSP Limoges
- match retour, le 25/03/1987: CSP Limoges 86-97 FC Barcelone

### Coupe d'Europe des Vainqueurs de Coupe, saison 1987-1988

#### 1/8ede finale
- match aller, le 15/10/1987: Uudenkaupungin Korihait 94-123 CSP Limoges[72]
- match retour, le 22/10/1987: CSP Limoges 108-104 Uudenkaupungin Korihait

#### Poule des quarts de finale
- 1re journée, phase aller, le 01/12/1987: Team Polycell Kingston 106-108 CSP Limoges
- 2e journée, phase aller, le 08/12/1987: CSP Limoges 93-86 TSV Bayer Leverkusen
- 3e journée, phase aller, le 15/12/1987: CSP Limoges 114-103 Basket Club IMT Belgrade
- 4e journée, phase retour, le 05/01/1988: CSP Limoges 122-109 Team Polycell Kingston
- 5e journée, phase retour, le 12/01/1988: TSV Bayer Leverkusen 92-111 CSP Limoges
- 6e journée, phase retour, le 19/01/1988: Basket Club IMT Belgrade 93-102 CSP Limoges

Classement final:
|    | Équipe                 | J | V | D |
| -- | ---------------------- | - | - | - |
| 1. | CSP Limoges            | 6 | 6 | 0 |
| 2. | TSV Bayer Leverkusen   | 6 | 3 | 3 |
| 3. | Team Polycell Kingston | 6 | 2 | 4 |
| 4. | IMT Belgrade           | 6 | 1 | 5 |

#### 1/2 finale
- match aller, le 09/02/1988: CSP Limoges 102-86 Scavolini Pesaro
- match retour, le 17/02/1988: Scavolini Pesaro 93-91 CSP Limoges

#### Finale
- Finale, à Grenoble, le 16/03/1988: CSP Limoges 96-89 Joventut Badalone

### Coupe d'Europe des Clubs Champions, saison 1988-1989

#### 1/8ede finale
- match aller, le 03/11/1988: TJ Zbrojovka 87-111 CSP Limoges[73]
- match retour, le 10/11/1988: CSP Limoges 129-54 TJ Zbrojovka

#### Tour final
- 1re journée, phase aller, le 08/12/1988: KK Jugoplastika Split 87-78 CSP Limoges
- 2e journée, phase aller, le 15/12/1988: CSP Limoges 67-87 Maccabi Tel-Aviv
- 3e journée, phase aller, le 21/12/1988: Scavolini Pesaro 90-84 CSP Limoges
- 4e journée, phase aller, le 04/01/1989: CSP Limoges 107-70 Nashua Lasers
- 5e journée, phase aller, le 12/01/1989: FC Barcelone 84-82 CSP Limoges
- 6e journée, phase aller, le 19/01/1989: Aris Salonique 80-77 CSP Limoges
- 7e journée, phase aller, le 25/01/1989: CSP Limoges 78-85 CSKA Moscou
- 8e journée, phase retour le 02/02/1989: CSP Limoges 95-93 KK Jugoplastika Split
- 9e journée, phase retour, le 16/02/1989: Maccabi Tel-Aviv 97-92 CSP Limoges
- 10e journée, phase retour, le 23/02/1989: CSP Limoges 92-84 Scavolini Pesaro
- 11e journée, phase retour, le 02/03/1989: Nashua Lasers 86-101 CSP Limoges
- 12e journée, phase retour, le 09/03/1989: CSP Limoges 104-101 FC Barcelone
- 13e journée, phase retour, le 16/03/1989: CSP Limoges 115-106 Aris Salonique
- 14e journée, phase retour, le 23/03/1989: CSKA Moscou 116-97 CSP Limoges

Classement final du Tour final:
|    | Équipe                | J  | V  | D  | Pp   | Pc   | Diff |
| -- | --------------------- | -- | -- | -- | ---- | ---- | ---- |
| 1. | Maccabi Tel-Aviv      | 14 | 12 | 2  | 1314 | 1221 | +93  |
| 2. | FC Barcelone          | 14 | 11 | 3  | 1207 | 1120 | +87  |
| 3. | KK Jugoplastika Split | 14 | 8  | 6  | 1205 | 1167 | +38  |
| 4. | Aris Salonique        | 14 | 8  | 6  | 1269 | 1261 | +8   |
| 5. | CSP Limoges           | 14 | 6  | 8  | 1269 | 1266 | -3   |
| 6. | Scavolini Pesaro      | 14 | 5  | 9  | 1130 | 1174 | -44  |
| 7. | CSKA Moscou           | 14 | 4  | 10 | 1156 | 1194 | -38  |
| 8. | Nashua Den Bosch      | 14 | 2  | 12 | 1159 | 1306 | -147 |

### Coupe d'Europe des Clubs Champions, saison 1989-1990

#### 1/8ede finale
- match aller, le 26/10/1989: Pully Basket 95-115 CSP Limoges[74]
- match retour, le 02/11/1989: CSP Limoges 127-102 Pully Basket

#### Tour final
- 1re journée, phase aller, le 07/12/1989: Maccabi Tel-Aviv 78-88 CSP Limoges
- 2e journée, phase aller, le 14/12/1989: CSP Limoges 112-80 Commodore BB Den Helder
- 3e journée, phase aller, le 04/01/1990: Jugoplastika Pop 84 Split 103-83 CSP Limoges
- 4e journée, phase aller, le 11/01/1990: CSP Limoges 94-84 Pyramis Aris Salonique
- 5e journée, phase aller, le 18/01/1990: CSP Limoges 115-90 KK Lech Poznań
- 6e journée, phase aller, le 25/01/1990: FC Barcelone 72-63 CSP Limoges
- 7e journée, phase aller: le 01/02/1990: Olimpia Milan 99-104 CSP Limoges
- 8e journée, phase retour, le 08/02/1990: CSP Limoges 100-75 Maccabi Tel-Aviv
- 9e journée, phase retour, le 22/02/1990: Commodore BB Den Helder 84-88 CSP Limoges
- 10e journée, phase retour, le 01/03/1990: CSP Limoges 100-93 Jugoplastika Pop 84 Split
- 11e journée, phase retour, le 08/03/1990: Pyramis Aris Salonique 89-79 CSP Limoges
- 12e journée, phase retour, le 15/03/1990: KK Lech Poznań 91-118 CSP Limoges
- 13e journée, phase retour, le 22/03/1990: Limoges CSP 91-103 FC Barcelone
- 14e journée, phase retour, le 29/03/1990: Limoges CSP 85-76 Olimpia Milan

Classement final du Tour final:
|    | Équipe                  | J  | V  | D  | Pp   | Pc   | Diff |
| -- | ----------------------- | -- | -- | -- | ---- | ---- | ---- |
| 1. | FC Barcelone            | 14 | 12 | 2  | 1291 | 1084 | +207 |
| 2. | KK Pop 84 Split         | 14 | 11 | 3  | 1277 | 1114 | +163 |
| 3. | CSP Limoges             | 14 | 10 | 4  | 1320 | 1217 | +103 |
| 4. | Aris Salonique          | 14 | 8  | 6  | 1296 | 1224 | +72  |
| 5. | Olimpia Milano          | 14 | 7  | 7  | 1271 | 1279 | -8   |
| 6. | Maccabi Tel-Aviv        | 14 | 6  | 8  | 1185 | 1241 | -56  |
| 7. | BV Commodore Den Helder | 14 | 2  | 12 | 1147 | 1291 | -144 |
| 8. | KK Lech Poznan          | 14 | 0  | 14 | 1147 | 1484 | -337 |

#### Final-Four
- 1/2 finale, à Saragosse, le 17/04/1990: Jugoplastika Split 101-83 CSP Limoges
- match pour la 3e place, à Saragosse, le 19/04/1990: CSP Limoges 103-91 Pyramis Aris Salonique

### Coupe d'Europe des Clubs Champions, saison 1990-1991

#### 1/8ede finale
- match aller, le 25/10/1990: CSKA Sofia 90-105 CSP Limoges[75]
- match retour, le 01/11/1990: CSP Limoges 119-99 CSKA Sofia

#### Tour final
- 1re journée, phase aller, le 13/12/1990: Maccabi Tel-Aviv 100-92 CSP Limoges
- 2e journée, phase aller, le 20/12/1990: CSP Limoges 88-100 TSV Bayer Leverkusen
- 3e journée, phase aller, le 03/01/1991: Scavolini Pesaro 93-73 CSP Limoges
- 4e journée, phase aller, le 10/01/1991: CSP Limoges 88-71 Cadbury's Boost Londres
- 5e journée, phase aller, le 17/01/1991: FC Barcelone 84-76 CSP Limoges
- 6e journée, phase aller, le 24/01/1991: Aris Salonique 108-88 CSP Limoges
- 7e journée, phase aller, le 31/01/1991: CSP Limoges 73-84 BC Pop 84 Split
- 8e journée, phase retour, le 07/02/1991: CSP Limoges 95-114 Maccabi Tel-Aviv
- 9e journée, phase retour, le 14/02/1991: TSV Bayer Leverkusen 112-101 CSP Limoges
- 10e journée, phase retour, le 28/02/1991: CSP Limoges 110-92 Scavolini Pesaro
- 11e journée, phase retour, le 07/03/1991: Cadbury's Boost Londres 96-77 CSP Limoges
- 12e journée, phase retour, le 14/03/1991: CSP Limoges 104-95 FC Barcelone
- 13e journée, phase retour, le 21/03/1991: CSP Limoges 98-106 Aris Salonique
- 14e journée, phase retour, le 28/03/1991: BC Pop 84 Split 92-88 CSP Limoges

Classement final du Tour final:
|    | Équipe                  | J  | V  | D  | Pp   | Pc   | Diff |
| -- | ----------------------- | -- | -- | -- | ---- | ---- | ---- |
| 1. | FC Barcelone            | 14 | 11 | 3  | 1276 | 1148 | +128 |
| 2. | KK Pop 84 Split         | 14 | 9  | 5  | 1207 | 1175 | +32  |
| 3. | Scavolini Pesaro        | 14 | 8  | 6  | 1312 | 1290 | +22  |
| 4. | Maccabi Tel-Aviv        | 14 | 8  | 6  | 1224 | 1163 | +61  |
| 5. | Aris Salonique          | 14 | 7  | 7  | 1314 | 1324 | -10  |
| 6. | TSV Bayer 04 Leverkusen | 14 | 6  | 8  | 1335 | 1392 | -57  |
| 7. | Cadbury's Boost London  | 14 | 4  | 10 | 1141 | 1221 | -80  |
| 8. | CSP Limoges             | 14 | 3  | 11 | 1251 | 1347 | -96  |

### Coupe d'Europe des Vainqueurs de Coupe, saison 1991-1992

#### Tour préliminaire I
- match aller, le 01/10/1991: Etzella Ettelbruck 68-123 CSP Limoges
- match retour, le 08/10/1991: CSP Limoges 119-72 Etzella Ettelbruck

#### Tour préliminaire II
- match aller, le 29/10/1991: Kotkan 86-110 CSP Limoges
- match retour, le 05/11/1991: CSP Limoges 98-74 Kotkan

#### Tour préliminaire III
- 1re journée, phase aller, le 26/11/1991: SB Vérone 92-89 CSP Limoges
- 2e journée, phase aller, le 03/12/1991: CSP Limoges 109-89 Sunair Ostende
- 3e journée, phase aller, le 11/12/1991: CSP Limoges 79-81 PAOK Salonique
- 4e journée, phase aller, le 17/12/1991: Alba Berlin 72-75 CSP Limoges
- 5e journée, phase aller, le 07/01/1992: Maccabi Rishon 88-100 CSP Limoges
- 6e journée, phase retour, le 15/01/1992: CSP Limoges 73-76 SB Vérone
- 7e journée, phase retour, le 21/01/1992: Sunair Ostende 110-97 CSP Limoges
- 8e journée, phase retour, le 28/01/1992: PAOK Salonique 79-68 CSP Limoges
- 9e journée, phase retour, le 05/02/1992: CSP Limoges 73-77 Alba Berlin
- 10e journée, phase retour, le 12/02/1992: CSP Limoges 92-77 Maccabi Rishon

Classement final de la poule A:
|    | Équipe                  | J  | V | D | Pp  | Pc  | Diff |
| -- | ----------------------- | -- | - | - | --- | --- | ---- |
| 1. | PAOK Salonique          | 10 | 9 | 1 | 829 | 762 | +67  |
| 2. | Scaligera Basket Vérone | 10 | 8 | 2 | 862 | 818 | +44  |
| 3. | CSP Limoges             | 10 | 4 | 6 | 855 | 841 | +14  |
| 4. | Sunair Ostende          | 10 | 4 | 6 | 935 | 903 | +32  |
| 5. | Maccabi Rishon          | 10 | 3 | 7 | 891 | 959 | -68  |
| 6. | Alba Berlin             | 10 | 2 | 8 | 758 | 847 | -89  |

### Championnat d'Europe des Clubs Champions, saison 1992-1993

#### Tour préliminaire II
- match aller, le 30/09/1992: Guildford Kings BC 72-72 CSP Limoges
- match retour, le 08/10/1992: CSP Limoges 71-57 Guildford Kings

#### Saison régulière, Poule A
- 1re journée, phase aller, le 29/10/1992: Limoges ne joue pas
- 2e journée, phase aller, le 05/11/1992: Paok Salonique 67-57 CSP Limoges
- 3e journée, phase aller, le 26/11/1992: CSP Limoges 63-76 Kinder Bologne
- 4e journée, phase aller, le 03/12/1992: Joventut Badalone 62-78 CSP Limoges
- 5e journée, phase aller, le 10/12/1992: CSP Limoges 83-52 Cibona Zagreb
- 6e journée, phase aller, le 17/12/1992: Scavolini Pesaro 61-76 CSP Limoges
- 7e journée, phase aller, le 07/01/1993: CSP Limoges 75-63 Maccabi Tel-Aviv
- 8e journée, phase retour, le 14/01/1993: Limoges ne joue pas
- 9e journée, phase retour, le 20/01/1993: CSP Limoges 60-58 Paok Salonique
- 10e journée, phase retour, le 28/01/1993: Kinder Bologne 70-67 CSP Limoges
- 11e journée, phase retour, le 04/02/1993: CSP Limoges 65-73 Joventut Badalone
- 12e journée, phase retour, le 10/02/1993: Cibona Zagreb 58-62 CSP Limoges
- 13e journée, phase retour, le 18/02/1993: CSP Limoges 61-47 Scavolini Pesaro
- 14e journée, phase retour, le 25/02/1993: Maccabi Tel-Aviv 70-69 CSP Limoges

Classement final de la poule A:
|    | Équipe            | J  | V | D | Pp  | Pc   | Diff |
| -- | ----------------- | -- | - | - | --- | ---- | ---- |
| 1. | PAOK Salonique    | 12 | 8 | 4 | 879 | 839  | +40  |
| 2. | CSP Limoges       | 12 | 7 | 5 | 816 | 757  | +59  |
| 3. | Pesaro            | 12 | 7 | 5 | 887 | 877  | +10  |
| 4. | Virtus Bologne    | 12 | 6 | 6 | 938 | 893  | +45  |
| 5. | Joventut Badalona | 12 | 6 | 6 | 945 | 946  | −1   |
| 6. | Cibona Zagreb     | 12 | 5 | 7 | 909 | 976  | −67  |
| 7. | Maccabi Tel-Aviv  | 12 | 3 | 9 | 934 | 1020 | −86  |

#### Quart de finale
- match aller, le 11/03/1993: Olympiakos 70-67 CSP Limoges
- match retour, le 16/03/1993: CSP Limoges 59-53 Olympiakos
- la belle, le 17/03/1993: CSP Limoges 60-58 Olympiakos

#### Final-four
- 1/2 finale, à Athènes, au Stade de la Paix et de l'Amitié, le 13/04/1993: CSP Limoges 62-52 Real Madrid
- Finale, à Athènes, au Stade de la Paix et de l'Amitié, le 15/04/1993: CSP Limoges 59-55 Benetton Trévise

### Coupe d'Europe des Clubs Champions, saison 1993-1994

#### Saison régulière, Poule A
- 1re journée, phase aller, le 28/10/1993: FC Barcelone 86-76 CSP Limoges
- 2e journée, phase aller, le 04/10/1993: CSP Limoges 71-54 TSV Bayer Leverkusen
- 3e journée, phase aller, le 24/11/1993: Guilford Kings 73-80 CSP Limoges
- 4e journée, phase aller, le 01/12/1993: CSP Limoges 83-67 Real de Madrid
- 5e journée, phase aller, le 09/12/1993: CSP Limoges 87-89 Benetton Trévise
- 6e journée, phase aller, le 15/12/1994: Malines 73-64 CSP Limoges
- 7e journée, phase aller, le 06/01/1994: Olympiakos 59-67 CSP Limoges
- 8e journée, phase retour, le 13/01/1994: CSP Limoges 88-82 FC Barcelone
- 9e journée, phase retour, le 20/01/1994: TSV Bayer Leverkusen 87-67 CSP Limoges
- 10e journée, phase retour, le 27/02/1994: CSP Limoges 72-55 Guildford Kings
- 11e journée, phase retour, le 02/02/1994: Real Madrid 81-36 CSP Limoges[76]
- 12e journée, phase retour, le 10/02/1994: Benetton Trévise 61-65 CSP Limoges
- 13e journée, phase retour, le 16/02/1994: CSP Limoges 90-53 Malines
- 14e journée, phase retour, le 23/02/1994: CSP Limoges 67-59 Olympiakos

Classement final de la poule A:
|    | Équipe               | J  | V  | D  | Pp   | Pc   | Diff |
| -- | -------------------- | -- | -- | -- | ---- | ---- | ---- |
| 1. | Olympiakos           | 14 | 11 | 3  | 1047 | 897  | +150 |
| 2. | Real Madrid          | 14 | 9  | 5  | 1123 | 978  | +145 |
| 3. | CSP Limoges          | 14 | 9  | 5  | 1013 | 979  | +34  |
| 4. | FC Barcelona         | 14 | 8  | 6  | 1132 | 1067 | +65  |
| 5. | RC Malines           | 14 | 8  | 6  | 1040 | 1072 | -32  |
| 6. | Benetton Trévise     | 14 | 7  | 7  | 1085 | 1072 | +13  |
| 7. | TSV Bayer Leverkusen | 14 | 4  | 10 | 1022 | 1045 | -23  |
| 8. | Guildford Kings      | 14 | 0  | 14 | 889  | 1241 | -352 |

#### Quart de finale
- match aller, le 10/03/1994: CSP Limoges 75-68 Panathinaïkos
- match retour, le 15/03/1994: Panathinaïkos 59-48 CSP Limoges
- la belle, le 17/03/1994: Panathinaïkos 87-73 CSP Limoges

### Coupe d'Europe des Clubs Champions, saison 1994-1995

#### Tour préliminaire II
- match aller, le 29/09/1994: BC BVV Brno 52-71 CSP Limoges
- match retour, le 06/10/1994: CSP Limoges 84-57 BC BVV Brno

#### Saison régulière, Poule B
- 1re journée, phase aller, le 27/10/1994: KK Cibona Zagreb 76-69 CSP Limoges
- 2e journée, phase aller, le 02/11/1994: CSP Limoges 68-60 Kinder Bologne
- 3e journée, phase aller, le 24/11/1994: FC Barcelone 84-81 CSP Limoges
- 4e journée, phase aller, le 01/12/1994: CSP Limoges 76-57 Efes Pilsen
- 5e journée, phase aller, le 08/12/1994: CSP Limoges 66-59 Olympiakos
- 6e journée, phase aller, le 14/12/1994: Joventut Badalone 56-61 CSP Limoges
- 7e journée, phase aller, le 05/01/1995: TSV Bayer Leverkusen 74-69 CSP Limoges
- 8e journée, phase retour, le 12/01/1995: CSP Limoges 81-63 KK Cibona Zagreb
- 9e journée, phase retour, le 19/01/1995: Kinder Bologna 74-59 CSP Limoges
- 10e journée, phase retour, le 26/01/1995: CSP Limoges 69-57 FC Barcelone
- 11e journée, phase retour, le 02/02/1995: Efes Pilsen 64-69 CSP Limoges
- 12e journée, phase retour, le 09/02/1995: Olympiakos 73-76 CSP Limoges
- 13e journée, phase retour, le 16/02/1995: CSP Limoges 76-67 Joventut Badalone
- 14e journée, phase retour, le 23/02/1995: CSP Limoges 63-47 TSV Bayer Leverkusen

Classement final de la poule B:
|    | Équipe               | J  | V  | D  | Pp   | Pc   | Diff |
| -- | -------------------- | -- | -- | -- | ---- | ---- | ---- |
| 1. | CSP Limoges          | 14 | 10 | 4  | 983  | 911  | 72   |
| 2. | Olympiakos           | 14 | 9  | 5  | 1086 | 958  | 128  |
| 3. | KK Cibona Zagreb     | 14 | 8  | 6  | 1049 | 1060 | -11  |
| 4. | Kinder Bologne       | 14 | 8  | 6  | 1072 | 1023 | +49  |
| 5. | Efes Pilsen          | 14 | 8  | 6  | 900  | 912  | -12  |
| 6. | FC Barcelone         | 14 | 8  | 6  | 1095 | 1079 | +16  |
| 7. | TSV Bayer Leverkusen | 14 | 4  | 10 | 1009 | 1100 | -91  |
| 8. | Joventut Badalone    | 14 | 1  | 13 | 923  | 1074 | -151 |

#### Quart de finale
- match aller, le 09/03/1995: Scavolini Pesaro 68-55 CSP Limoges
- match retour, le 14/03/1995: CSP Limoges 79-66 Scavolini Pesaro
- la belle, le 16/03/1995: CSP Limoges 82-72 Scavolini Pesaro

#### Final-four
- 1/2 finale, à Saragosse, le 11/04/1995: CSP Limoges 49-62 Real Madrid
- match pour la 3e place, à Saragosse, le 13/04/1995: CSP Limoges 77-91 Panathinaïkos

### Coupe Saporta, saison 1995-1996

#### Tour préliminaire II
- match aller, le 26/09/1995: FC Porto 52-95 CSP Limoges
- match retour, le 03/10/1995: CSP Limoges 77-72 FC Porto

#### Tour préliminaire III
- match aller, le 01/11/1995: Dynamo Kiev 71-74 CSP Limoges
- match retour, le 24/10/1995: CSP Limoges 97-64 Dynamo Kiev

#### Saison régulière, Poule A
- 1re journée, phase aller, le 21/11/1995: CSP Limoges 82-60 Bnei Herzliya
- 2e journée, phase aller, le 28/11/1995: TAU Vitoria 79-73 CSP Limoges
- 3e journée, phase aller, le 05/12/1995: CSP Limoges 78-75 Partizan Belgrade
- 4e journée, phase aller, le 12/12/1995: BC Zalgiris 76-74 CSP Limoges
- 5e journée, phase aller, le 19/12/1995: CSP Limoges 84-64 Telindus Ostende
- 6e journée, phase retour, le 03/01/1996: Bnei Herzliya 83-91 CSP Limoges
- 7e journée, phase retour, le 09/01/1996: CSP Limoges 88-68 TAU Vitoria
- 8e journée, phase retour, le 16/01/1996: Partizan Belgrade 103-90 CSP Limoges
- 9e journée, phase retour, le 23/01/1996: CSP Limoges 82-68 Zalgiris Kaunas
- 10e journée, phase retour, le 30/01/1996: Telindus Ostende 76-75 CSP Limoges

Classement final de la poule A:
|    | Équipe             | J  | V | D | Pp  | Pc  | Diff |
| -- | ------------------ | -- | - | - | --- | --- | ---- |
| 1. | TAU Vitoria        | 10 | 7 | 3 | 821 | 788 | +33  |
| 2. | BC Zalgiris Kaunas | 10 | 7 | 3 | 852 | 833 | +19  |
| 3. | CSP Limoges        | 10 | 6 | 4 | 817 | 752 | +65  |
| 4. | Partizan Belgrade  | 10 | 4 | 6 | 886 | 867 | +19  |
| 5. | Bnei Herzliya      | 10 | 3 | 7 | 776 | 837 | -61  |
| 6. | Telindus Ostende   | 10 | 3 | 7 | 746 | 821 | -75  |

### Euroligue, saison 1996-1997

#### Tour préliminaire, Poule A
- 1re journée, phase aller, le 19/09/1996: CSP Limoges 62-69 Maccabi Tel-Aviv
- 2e journée, phase aller, le 26/09/1996: CSP Limoges 74-85 Adecco Milan
- 3e journée, phase aller, le 02/10/1996: Panionios BC 92-77 CSP Limoges
- 4e journée, phase aller, le 10/10/1996: CSP Limoges 84-80 Ülker Istanbul
- 5e journée, phase aller, le 17/10/1996: CSKA Moscou 74-65 CSP Limoges
- 6e journée, phase retour, le 07/11/1996: Maccabi Tel-Aviv 69-77 CSP Limoges
- 7e journée, phase retour, le 14/11/1996: Adecco Milan 79-66 CSP Limoges
- 8e journée, phase retour, le 21/11/1996: CSP Limoges 78-75 Panionios BC
- 9e journée, phase retour, le 05/12/1996: Ülker Istanbul 99-91 CSP Limoges
- 10e journée, phase retour, le 12/12/1996: CSP Limoges 83-66 CSKA Moscou

Classement final de la poule A:
|    | Équipe           | J  | V | D | Pp  | Pc  | Diff |
| -- | ---------------- | -- | - | - | --- | --- | ---- |
| 1. | Adecco Milan     | 10 | 7 | 3 | 775 | 727 | +48  |
| 2. | CSKA Moscou      | 10 | 6 | 4 | 761 | 734 | +27  |
| 3. | Maccabi Tel-Aviv | 10 | 6 | 4 | 755 | 734 | +21  |
| 4. | Ülker Istanbul   | 10 | 4 | 6 | 767 | 766 | +1   |
| 5. | CSP Limoges      | 10 | 4 | 6 | 757 | 788 | -31  |
| 6. | Panionios BC     | 10 | 3 | 7 | 729 | 795 | -66  |

#### Tour qualificatif, Poule F
- 1re journée, phase aller, le 09/01/1997: CSP Limoges 91-85 Estudiantes Madrid
- 2e journée, phase aller, le 16/01/1997: Fortitudo Bologne 90-76 CSP Limoges
- 3e journée, phase aller, le 23/01/1997: CSP Limoges 85-61 KK Cibona Zagreb
- 4e journée, phase retour, le 06/02/1997: Estudiantes Madrid 68-70 CSP Limoges
- 5e journée, phase retour, le 13/02/1997: CSP Limoges 81-70 Fortitudo Bologna
- 6e journée, phase retour, le 20/02/1997: KK Cibona Zagreb 72-66 CSP Limoges

Classement final de la poule F:
|    | Équipe             | J  | V  | D  | Pp   | Pc   | Diff |
| -- | ------------------ | -- | -- | -- | ---- | ---- | ---- |
| 1. | Fortitudo Bologna  | 16 | 12 | 4  | 1262 | 1163 | -1   |
| 2. | KK Cibona Zagreb   | 16 | 10 | 6  | 1166 | 1126 | +40  |
| 3. | Estudiantes Madrid | 16 | 9  | 7  | 1309 | 1284 | +25  |
| 4. | CSP Limoges        | 16 | 8  | 8  | 1226 | 1234 | -8   |
| 5. | Ülker Istanbul     | 16 | 5  | 11 | 1196 | 1243 | -47  |
| 6. | Panionios BC       | 16 | 4  | 12 | 1162 | 1325 | -163 |

#### 1/8ede finale
- match aller, le 06/03/1997: Panathinaïkos 68-67 CSP Limoges
- match retour, le 11/03/1997: CSP Limoges 55-70 Panathinaïkos

### Euroligue, saison 1997-1998

#### Tour préliminaire, Poule A
- 1re journée, phase aller, le 18/09/1997: Maccabi Tel-Aviv 78-62 CSP Limoges
- 2e journée, phase aller, le 25/09/1997: CSP Limoges 62-77 Efes Pilsen Istanbul
- 3e journée, phase aller, le 02/10/1997: Olympiakos BC 69-57 CSP Limoges
- 4e journée, phase aller, le 09/10/1997: CSP Limoges 70-66 CSKA Moscou
- 5e journée, phase aller, le 23/10/1997: CSP Limoges 71-85 Real Madrid
- 6e journée, phase retour, le 06/11/1997: CSP Limoges 78-77 Maccabi Tel-Aviv
- 7e journée, phase retour, le 13/11/1997: Efes Pilsen Istanbul 65-64 CSP Limoges
- 8e journée, phase retour, le 20/11/1997: CSP Limoges 66-60 Olympiakos BC
- 9e journée, phase retour, le 11/12/1997: CSKA Moscou 83-70 CSP Limoges
- 10e journée, phase retour, le 18/12/1997: Real Madrid 75-62 CSP Limoges

Classement final de la poule A:
|    | Équipe               | J  | V | D | Pp  | Pc  | Diff |
| -- | -------------------- | -- | - | - | --- | --- | ---- |
| 1. | Olympiakos           | 10 | 7 | 3 | 722 | 702 | +20  |
| 2. | Efes Pilsen Istanbul | 10 | 6 | 4 | 718 | 674 | +44  |
| 3. | Maccabi Tel-Aviv     | 10 | 5 | 5 | 747 | 739 | +8   |
| 4. | CSKA Moscou          | 10 | 5 | 5 | 763 | 756 | +7   |
| 5. | Real Madrid          | 10 | 4 | 6 | 787 | 793 | -6   |
| 6. | CSP Limoges          | 10 | 3 | 7 | 662 | 735 | -73  |

#### Tour qualificatif, Poule F
- 1re journée, phase aller, le 08/01/1998: CSP Limoges 69-68 Benetton Trévise
- 2e journée, phase aller, le 14/01/1998: Paok Salonique 85-76 CSP Limoges
- 3e journée, phase aller, le 22/01/1998: CSP Limoges 83-72 Adecco Estudiantes Madrid
- 4e journée, phase retour, le 05/02/1998: Benetton Trévise 96-70 CSP Limoges
- 5e journée, phase retour, le 11/02/1998: CSP Limoges 77-75 PAOK Salonique
- 6e journée, phase retour, le 19/02/1998: Adecco Estudiantes Madrid 68-62 CSP Limoges

Classement final de la poule F:
|    | Équipe                    | J  | V  | D  | Pp   | Pc   | Diff |
| -- | ------------------------- | -- | -- | -- | ---- | ---- | ---- |
| 1. | Benetton Trévise          | 16 | 12 | 4  | 1213 | 1100 | +113 |
| 2. | CSKA Moscou               | 16 | 9  | 7  | 1217 | 1159 | +58  |
| 3. | PAOK Salonique            | 16 | 9  | 7  | 1119 | 1083 | +36  |
| 4. | Adecco Estudiantes Madrid | 16 | 8  | 8  | 1171 | 1191 | -20  |
| 5. | Real Madrid               | 16 | 7  | 9  | 1187 | 1165 | +22  |
| 6. | CSP Limoges               | 16 | 6  | 10 | 1099 | 1199 | -100 |

### Coupe Saporta, saison 1998-1999

#### Tour préliminaire, Poule F
- 1re journée, phase aller, le 22/09/1998: CSP Limoges 82-60 Herzogtel Trier
- 2e journée, phase aller, le 29/09/1998: CSP Limoges 61-58 Plannja Basket Lulea
- 3e journée, phase aller, le 06/10/1998: Aris Salonique 55-57 CSP Limoges
- 4e journée, phase aller, le 13/10/1998: WATCO Antwerpen 79-76 CSP Limoges
- 5e journée, phase aller, le 20/10/1998: CSP Limoges 86-60 Siroki Brijeg
- 6e journée, phase retour, le 03/11/1998: Herzogtel Trier 71-68 CSP Limoges
- 7e journée, phase retour, le 10/11/1998: Plannja Basket Lulea 72-83 CSP Limoges
- 8e journée, phase retour, le 17/11/1998: CSP Limoges 73-79 Aris Salonique
- 9e journée, phase retour, le 08/12/1998: CSP Limoges 66-48 WATCO Antwerpen
- 10e journée, phase retour, le 15/12/1998: Siroki Brijeg 55-59 CSP Limoges

Classement final de la poule F:
|    | Équipe               | J  | V | D | Pp  | Pc  | Diff |
| -- | -------------------- | -- | - | - | --- | --- | ---- |
| 1. | Aris Salonique       | 10 | 9 | 1 | 799 | 637 | +162 |
| 2. | CSP Limoges          | 10 | 7 | 3 | 711 | 637 | +74  |
| 3. | WATCO Antwerp        | 10 | 4 | 6 | 708 | 736 | -28  |
| 4. | Herzogtel Trier      | 10 | 4 | 6 | 741 | 781 | -40  |
| 5. | Plannja Basket Lulea | 10 | 3 | 7 | 756 | 802 | -46  |
| 6. | CBC Siroki Brijeg    | 10 | 2 | 8 | 653 | 775 | -122 |

#### 1/16ede finale
- match aller, le 12/01/1999: Région Wallonne 60-61 CSP Limoges
- match retour, le 19/01/1999: CSP Limoges 69-79 Région Wallonne

### Coupe Korać, saison 1999-2000

#### Tour préliminaire, Poule I
- 1re journée, phase aller, le 06/10/1999: Ovarense Aerosoles 66-80 CSP Limoges
- 2e journée, phase aller, le 13/10/1999: CSP Limoges 81-75 WATCO Antwerpe
- 3e journée, phase aller, le 20/10/1999: Jabones Pardo Fuenlabrada 63-73 CSP Limoges
- 4e journée, phase retour, le 03/11/1999: CSP Limoges 93-84 Ovarense Aerosoles
- 5e journée, phase retour, le 10/11/1999: WATCO Antwerpe 59-56 CSP Limoges
- 6e journée, phase retour, le 17/11/1999: CSP Limoges 90-77 Jabones Pardo Fuenlabrada

Classement final de la poule I:
|    | Équipe                    | J | V | D | Pp  | Pc  | Diff |
| -- | ------------------------- | - | - | - | --- | --- | ---- |
| 1. | CSP Limoges               | 6 | 5 | 1 | 473 | 424 | +49  |
| 2. | WATCO Antwerp             | 6 | 3 | 3 | 414 | 397 | +17  |
| 3. | Jabones Pardo Fuenlabrada | 6 | 3 | 3 | 429 | 433 | -4   |
| 4. | Ovarense Aerosoles Ovar   | 6 | 1 | 5 | 406 | 468 | -62  |

#### 1/16ede finale
- match aller, le 08/12/1999: Unics Kazan 64-86 CSP Limoges
- match retour, le 15/12/1999: CSP Limoges 93-69 Unics Kazan

#### 1/8ede finale
- match aller, le 12/01/2000: CSP Limoges 86-73 CSKA Kiev
- match retour, le 19/01/2000: CSKA Kiev 71-100 CSP Limoges

#### 1/4 de finale
- match aller, le 09/02/2000: CSP Limoges 71-57 Türk Telecom Ankara
- match retour, le 16/02/2000: Türk Telecom Ankara 75-67 CSP Limoges

#### 1/2 finale
- match aller, le 01/03/2000: Girone 77-77 CSP Limoges
- match retour, le 08/03/2000: CSP Limoges 69-57 Girone

#### Finale
- match aller, le 22/03/2000 : CSP Limoges 80-58 Unicaja Malaga
- match retour, le 29/03/2000 : Unicaja Malaga 60-51 CSP Limoges

### Euroleague, saison 2014-2015

#### Tour préliminaire, Poule B
- 1re journée, phase aller, le 16/10/2014 : Maccabi Electra Tel-Aviv 92-76 Limoges CSP[77]
- 2e journée, phase aller, le 24/10/2014 : Limoges CSP 71-60 Cedevita Zagreb
- 3e journée, phase aller, le 31/10/2014 : Unicaja Malaga 75-69 Limoges CSP
- 4e journée, phase aller, le 07/11/2014 : Alba Berlin 89-66 Limoges CSP
- 5e journée, phase aller, le 14/11/2014 : Limoges CSP 76-86 CSKA Moscou
- 6e journée, phase retour, le 20/11/2014 : Limoges CSP 73-79 Maccabi Electra Tel-Aviv
- 7e journée, phase retour, le 28/11/2014 : Cedevita Zagreb 102-83 Limoges CSP
- 8e journée, phase retour, le 04/11/2014 : Limoges CSP 67-64 Unicaja Malaga
- 9e journée, phase retour, le 12/12/2014 : Limoges CSP 65-71 Alba Berlin
- 10e journée, phase retour, le 18/12/2014 : CSKA Moscou 88-56 Limoges CSP

Classement final de la poule B:
|    | Équipe           | J  | V  | D | Pp  | Pc  | Diff |
| -- | ---------------- | -- | -- | - | --- | --- | ---- |
| 1. | CSKA Moscou      | 10 | 10 | 0 | 880 | 718 | +162 |
| 2. | Maccabi Tel-Aviv | 10 | 7  | 3 | 797 | 783 | +14  |
| 3. | Unicaja Malaga   | 10 | 4  | 6 | 763 | 757 | +6   |
| 4. | Alba Berlin      | 10 | 4  | 6 | 762 | 791 | -29  |
| 5. | Cedevita Zagreb  | 10 | 3  | 7 | 740 | 789 | -49  |
| 6. | CSP Limoges      | 10 | 2  | 8 | 702 | 806 | -104 |

### Eurocoupe, saison 2014-2015

#### Top 32, Poule J
- 1re journée, phase aller, le 07/01/2015 : Limoges CSP 71-59 PAOK Salonique
- 2e journée, phase aller, le 14/01/2015 : BC Khimki Moscou 79-70 Limoges CSP
- 3e journée, phase aller, le 20/01/2015 : Limoges CSP 81-70 Fox Town Cantù
- 4e journée, phase retour, le 28/01/2015 : Fox Town Cantù 68-57 Limoges CSP
- 5e journée, phase retour, le 04/02/2016 : PAOK Salonique 68-79 Limoges CSP
- 6e journée, phase retour, le 10/02/2016 : Limoges CSP 72-86 BC Khimki Moscou

Classement final de la poule J:
|    | Équipe           | J | V | D | Pp  | Pc  | Diff |
| -- | ---------------- | - | - | - | --- | --- | ---- |
| 1. | BC Khimki Moscou | 6 | 5 | 1 | 512 | 449 | +63  |
| 2. | Fox Town Cantù   | 6 | 3 | 3 | 454 | 449 | +5   |
| 3. | Limoges CSP      | 6 | 3 | 3 | 430 | 430 | 0    |
| 4. | PAOK Salonique   | 6 | 1 | 5 | 421 | 489 | -68  |

### Euroleague, saison 2015-2016

#### Tour préliminaire, Poule B
- 1re journée, phase aller, le 16/10/2015 : Limoges CSP 77-89 Anadolu Efes Istanbul
- 2e journée, phase aller, le 22/10/2015 : Cedevita Zagreb 80-84 Limoges CSP
- 3e journée, phase aller, le 29/10/2015 : Limoges CSP 71-107 Laboral Kutxa Vitoria
- 4e journée, phase aller, le 05/11/2015 : Olympiakos 75-49 Limoges CSP
- 5e journée, phase aller, le 12/11/2015 : Limoges CSP 74-65 EA7 Emporio Armani Milano
- 6e journée, phase retour, le 20/11/2015 : Anadolu Efes Istanbul 92-74 Limoges CSP
- 7e journée, phase retour, le 26/11/2015 : Limoges CSP 69-78 Cedevita Zagreb
- 8e journée, phase retour, le 03/12/2015 : Laboral Kutxa Vitoria 92-56 Limoges CSP
- 9e journée, phase retour, le 10/12/2015 : Limoges CSP 67-76 Olympiakos
- 10e journée, phase retour, le 18/12/2015 : EA7 Emporio Armani Milano 69-77 Limoges CSP

Classement final de la poule B:
|    | Équipe                    | J  | V | D | Pp  | Pc  | Diff |
| -- | ------------------------- | -- | - | - | --- | --- | ---- |
| 1. | Olympiakos                | 10 | 8 | 2 | 761 | 692 | +69  |
| 2. | Anadolu Efes Istanbul     | 10 | 6 | 4 | 863 | 805 | +58  |
| 3. | Laboral Kutxa Vitoria     | 10 | 6 | 4 | 854 | 766 | +88  |
| 4. | Cedevita Zagreb           | 10 | 4 | 6 | 750 | 780 | -30  |
| 5. | CSP Limoges               | 10 | 3 | 7 | 698 | 823 | -125 |
| 6. | EA7 Emporio Armani Milano | 10 | 3 | 7 | 737 | 797 | -60  |

### Eurocoupe, saison 2015-2016

#### 1/8e de final
Herbalife Gran Canaria     82   *77
Limoges CSP                   65     78

### Eurocoupe, saison 2017-2018

#### Phase régulière, groupe C
TOP16 4e du groupe - non qualifié pour les 1/4

### Eurocoupe, saison 2018-2019

#### Top 16, Groupe G
4e du groupe - non qualifié pour les 1/4

### Eurocoupe, saison 2019-2020

#### Phase régulière, Groupe B
Eliminé au 1er tour 
6e du groupe - non qualifié pour le TOP16 2V-8D

### Basketball Champions League, saison 2020-2021

#### Saison régulière, Groupe G
Eliminé au 1er tour (4e du groupe - non qualifié pour le second tour 2V-4D)

### Basketball Champions League, saison 2022-2023

#### Top 16, Groupe K
Éliminé au TOP16 (4ème/4)